# Liste der technischen Denkmale im Erzgebirgskreis (R–Z)
Die Liste der technischen Denkmale im Erzgebirgskreis enthält die Technischen Denkmale im Erzgebirgskreis.
Diese Liste ist eine Teilliste der Liste der Kulturdenkmale in Sachsen.
Aufgrund der großen Anzahl von technischen Denkmalen ist die Liste aufgeteilt in die
- Liste der technischen Denkmale im Erzgebirgskreis (A–I)
- Liste der technischen Denkmale im Erzgebirgskreis (J–P)
- Liste der technischen Denkmale im Erzgebirgskreis (R–Z)

## Legende
- Bild: Bild des Kulturdenkmals, ggf. zusätzlich mit einem Link zu weiteren Fotos des Kulturdenkmals im Medienarchiv Wikimedia Commons. Wenn man auf das Kamerasymbol klickt, können Fotos zu Kulturdenkmalen aus dieser Liste hochgeladen werden:
- Bezeichnung: Denkmalgeschützte Objekte und ggf. Bauwerksname des Kulturdenkmals
- Lage: Straßenname und Hausnummer oder Flurstücknummer des Kulturdenkmals. Die Grundsortierung der Liste erfolgt nach dieser Adresse. Der Link (Karte) führt zu verschiedenen Kartendiensten mit der Position des Kulturdenkmals. Fehlt dieser Link, wurden die Koordinaten noch nicht eingetragen. Sind diese bekannt, können sie über ein Tool mit einer Kartenansicht einfach nachgetragen werden. In dieser Kartenansicht sind Kulturdenkmale ohne Koordinaten mit einem roten bzw. orangen Marker dargestellt und können durch Verschieben auf die richtige Position in der Karte mit Koordinaten versehen werden. Kulturdenkmale ohne Bild sind an einem blauen bzw. roten Marker erkennbar.
- Datierung: Baubeginn, Fertigstellung, Datum der Erstnennung oder grobe zeitliche Einordnung entsprechend des Eintrags in der sächsischen Denkmaldatenbank
- Beschreibung: Kurzcharakteristik des Kulturdenkmals entsprechend des Eintrags in der sächsischen Denkmaldatenbank, ggf. ergänzt durch die dort nur selten veröffentlichten Erfassungstexte oder zusätzliche Informationen
- ID: Vom Landesamt für Denkmalpflege Sachsen vergebene, das Kulturdenkmal eindeutig identifizierende Objekt-Nummer. Der Link führt zum PDF-Denkmaldokument des Landesamtes für Denkmalpflege Sachsen. Bei ehemaligen Kulturdenkmalen können die Objektnummern unbekannt sein und deshalb fehlen bzw. die Links von aus der Datenbank entfernten Objektnummern ins Leere führen. Ein ggf. vorhandenes Icon  führt zu den Angaben des Kulturdenkmals bei Wikidata.

## Raschau-Markersbach
| Bild                                    | Bezeichnung                                                             | Lage                | Datierung | Beschreibung | ID       |
| --------------------------------------- | ----------------------------------------------------------------------- | ------------------- | --- | --- | -------- |
| Direkt Bild zu diesem Denkmal hochladen | Fundgrube Neu Gottes Geschick; Gottes Geschick                          | Langenberg (Karte)  | um 1800 (Kunst- und Treibschacht); 1791 (Stollen); 1791 (Mundloch)                                             | Kunst- und Treibschacht, Mundloch und Stolln zur Radstube; bergbaugeschichtlich und ortsgeschichtlich von Bedeutung | 09268361 |
| Direkt Bild zu diesem Denkmal hochladen | Fundgrube Fröhlicher Bergmann                                           | Langenberg (Karte)  | um 1800 (Mundloch)                                                                                             | Mundloch des Fröhlicher-Bergmann-Stollns; bergbaugeschichtlich und ortsgeschichtlich von Bedeutung | 09268325 |
| Direkt Bild zu diesem Denkmal hochladen | Pochwerk Gottes Geschick (ehem.); Gasthaus Fröhlicher Bergmann (später) | Langenberg (Karte)  | 1804–1805 (Pochwerk)                                                                                           | Ehemaliges Pochwerk (später Gasthaus, jetzt Wohnhaus); markanter Putzbau mit bergbaugeschichtlicher, ortsgeschichtlicher und straßenbildprägender Bedeutung | 09268316 |
| Direkt Bild zu diesem Denkmal hochladen | Huthaus Gottes Geschick                                                 | Langenberg (Karte)  | 1825 (Huthaus); 1829 (Bergschmiede)                                                                            | Huthaus (Nr. 10) und Bergschmiede (Nr. 11); zeit- und regionaltypische Putzbauten von bergbaugeschichtlicher und ortsgeschichtlicher Bedeutung | 09268365 |
| Direkt Bild zu diesem Denkmal hochladen | Zwei Kalkbrennöfen des ehemaligen Kalkwerkes                            | Langenberg (Karte)  | 1787 älteste Erwähnung (Kalkofen)                                                                              | singuläre Zeugnisse der Kalkherstellung von großer industriegeschichtlicher Bedeutung | 09267949 |
| Direkt Bild zu diesem Denkmal hochladen | Streichholzbrücke                                                       | Markersbach (Karte) | 1888 (Eisenbahnbrücke)                                                                                         | Eisenbahnbrücke über das Tal der Großen Mittweida; landschaftsprägende, ingenieurtechnisch bemerkenswerte Stahlgerüst-Balkenbrücke von baugeschichtlicher und technikgeschichtlicher Bedeutung | 09299587 |
| Direkt Bild zu diesem Denkmal hochladen | Spezialholzwarenfabrik August Frenzel                                   | Markersbach (Karte) | 1859 gegründet (Holzund Schnitzstoffindustrie); 1904 (Dampfmaschine)                                           | Ehemalige Holzwarenfabrik mit Dampfmaschine und Holzverarbeitungsmaschinen sowie Schornstein; die Dampfmaschine (liegende Einzylindermaschine), hergestellt von der Fa. Hermann Ulbricht Chemnitz, gehört zu den wenigen noch betriebsfähigen Maschinen in Sachsen, ortsgeschichtlich und technikgeschichtlich von Bedeutung | 09299568 |
| Direkt Bild zu diesem Denkmal hochladen | Straßenbrücke über die Große Mittweida                                  | Markersbach (Karte) | um 1600 (Straßenbrücke)                                                                                        | einbogige Feldsteinbrücke von ortsgeschichtlicher und technikgeschichtlicher Bedeutung | 09299588 |
| Direkt Bild zu diesem Denkmal hochladen | Eisenbahnbrücke über die Hammerstraße                                   | Markersbach (Karte) | Ende 19. Jahrhundert (Eisenbahnbrücke)                                                                         | baugeschichtlich, eisenbahngeschichtlich und technikgeschichtlich von Bedeutung | 08985469 |
| Direkt Bild zu diesem Denkmal hochladen | Pappenfabrik H. Georgi                                                  | Markersbach (Karte) | um 1900 (Papierund Kartonagenfabrik); um 1900 (Fabrikgebäude); 1901 (Dampfmaschine); um 1900 (Trockenschuppen) | Pappenfabrik mit Hauptgebäude, zwei Trockenschuppen und Dampfmaschine; Bauensemble von großer ortsgeschichtlicher und technikgeschichtlicher Bedeutung | 09299584 |
| Direkt Bild zu diesem Denkmal hochladen | Süss-Mühle                                                              | Raschau (Karte)     | bezeichnet 1820 (Mühle)                                                                                        | Mühlenanwesen mit mehreren Gebäudeteilen und Resten der technischen Ausstattung sowie Toreinfahrt; traditionsreiches Mühlenanwesen in Fachwerkbauweise, baugeschichtlich, ortsgeschichtlich, technikgeschichtlich und ortsbildprägend von Bedeutung                                                                          | 09267082 |

## Scheibenberg, Stadt
| Bild                                    | Bezeichnung | Lage                 | Datierung                                                           | Beschreibung | ID       |
| --------------------------------------- | --- | -------------------- | ------------------------------------------------------------------- | --- | -------- |
| Direkt Bild zu diesem Denkmal hochladen | Andreas-Schacht | Oberscheibe (Karte)  | um 1914 (Schacht); 1925–1926 (Kabelkran)                            | Schacht mit Kabelkrananlage; bergbaugeschichtlich und technikgeschichtlich von Bedeutung | 09229969 |
| Direkt Bild zu diesem Denkmal hochladen | Sachgesamtheit Königlich-Sächsische Triangulierung („Europäische Gradmessung im Königreich Sachsen“); Station 132 Scheibenberg | Scheibenberg (Karte) | bezeichnet 1864 (Triangulationsstein)                               | Triangulationssäule; Station 2. Ordnung, bedeutendes Zeugnis der Geodäsie des 19. Jahrhunderts, vermessungsgeschichtlich von Bedeutung                                                          | 09229909 |
| Direkt Bild zu diesem Denkmal hochladen | Bahnhof Scheibenberg | Scheibenberg (Karte) | 1889 (Personenbahnhof); 1889 (Empfangsgebäude); 1889 (Nebengebäude) | Bahnhof Scheibenberg mit Empfangsgebäude, zwei Güterschuppen und zwei Nebengebäuden; zeittypische Bahnhofsgebäude, baugeschichtlich, eisenbahngeschichtlich und ortsgeschichtlich von Bedeutung | 09229933 |
| Direkt Bild zu diesem Denkmal hochladen | Königlich-Sächsische Meilensteine (Sachgesamtheit)                                                                             | Scheibenberg (Karte) | nach 1858 (Stationsstein)                                           | Meilenstein; Stationsstein, später Abzweigstein, verkehrsgeschichtlich von Bedeutung | 09229879 |

## Schlettau, Stadt
| Bild                                    | Bezeichnung                                                                | Lage                                                         | Datierung                                                            | Beschreibung | ID       |
| --------------------------------------- | -------------------------------------------------------------------------- | ------------------------------------------------------------ | -------------------------------------------------------------------- | --- | -------- |
| Direkt Bild zu diesem Denkmal hochladen | Bahnhof Schlettau                                                          | Schlettau (Karte)                                            | 1888/1889 (Empfangsgebäude); Ende 19. Jahrhundert (Güterabfertigung) | Empfangsgebäude mit Weichenverschließhebelbank, Güterabfertigungsgebäude und zwei Nebengebäude des Bahnhofs Schlettau; eisenbahngeschichtlich, ortsgeschichtlich und technikgeschichtlich von Bedeutung | 08990613 |
| Direkt Bild zu diesem Denkmal hochladen | Posamentenfabrik C. A. Schreiber (ehem.)                                   | Schlettau (Karte)                                            | nach 1900 (Fabrikgebäude)                                            | Fabrikgebäude; zeittypischer Fabrikbau mit roter Klinkergliederung, baugeschichtlich, ortsgeschichtlich und industriegeschichtlich von Bedeutung | 08990695 |
| Direkt Bild zu diesem Denkmal hochladen | Straßenbrücke über die Rote Pfütze                                         | Schlettau (Karte)                                            | 19. Jahrhundert (Straßenbrücke)                                      | Bruchstein-Bogenbrücke, baugeschichtlich und verkehrsgeschichtlich von Bedeutung | 08990939 |
| Direkt Bild zu diesem Denkmal hochladen | Mühlenwohnhaus (Mühlgasse 6) mit Industriemühlenanbau (Nach den Heiden 12) | Schlettau (Karte)                                            | um 1905, Mühlenwohnhaus (Mühle); um 1905, Produktionsgebäude (Mühle) | bildprägende Putzbauten mit einheitlicher Klinkergliederung, baugeschichtlich, technikgeschichtlich und ortsgeschichtlich von Bedeutung | 08990688 |
| Direkt Bild zu diesem Denkmal hochladen | Mühlenwohnhaus (Mühlgasse 6) mit Industriemühlenanbau (Nach den Heiden 12) | Schlettau (Karte)                                            | um 1905, Mühlenwohnhaus (Mühle); um 1905, Produktionsgebäude (Mühle) | bildprägende Putzbauten mit einheitlicher Klinkergliederung, baugeschichtlich, technikgeschichtlich und ortsgeschichtlich von Bedeutung | 08990688 |
| Direkt Bild zu diesem Denkmal hochladen | Kursächsische Postmeilensäulen (Sachgesamtheit)                            | Schlettau (Karte)                                            | bezeichnet 1727 (Postdistanzsäule)                                   | Postmeilensäule; Distanzsäule, verkehrsgeschichtlich von Bedeutung | 08990645 |
|                                         | Alte Spinnmühle Schlettau                                                  | Schlettau (rechts von der Zschopau, Talstraße Nr. 4) (Karte) | 1833 bis 1836 erbaut                                                 | Die Spinnmühle in Schlettau wurde in den Jahren 1833 bis 1836 an der Zschopau von dem verdienstvollen Baumeister Johann Traugott Lohse erbaut. Sie zeigte in besonders reifer Weise die „palasttypischen“ Elemente seiner Architektur: Risaliten an Nord- und Südfassade, so dass ein kreuzförmiger Grundriss entstand, darauf dekorativen Dreiecksgiebel, Dreiviertel-Kolossal-Säulen mit Basis und Kapitell und Kielbogendach. Sie diente bis in die 1860er Jahre der Herstellung von Baumwollgarnen. Baugeschichtlich, ortsgeschichtlich und industriegeschichtlich ist diese Spinnmühle von Bedeutung. Das Gebäude ist heute stark sanierungs-bedürftig. Mit dem aus dem Mittelalter stammenden, auf der anderen Zschopauseite stehenden Schoss Schlettau kann sie ein kulturell und touristisch wertvolles Ensemble bilden. Der Geschichtskreis Schlettau bemüht sich um seine Sanierung und nachfolgende Nutzung. | 08990938 |

## Schneeberg, Stadt
| Bild                                    | Bezeichnung | Lage               | Datierung | Beschreibung | ID       |
| --------------------------------------- | --- | ------------------ | --- | --- | -------- |
| Weitere Bilder                          | Fundgrube Gesellschaft; Griefner Kunstgraben; Gesellschafter Abzugsrösche; Schneeberger Revier (Sachgesamtheit)   | Schneeberg (Karte) | 18. Jahrhundert (Zimmerhaus); um 1830 (Huthaus); bezeichnet 1839 (Bergschmiede); 1844 (Pulverturm); 1853–1857 (Schacht)                                           | Einzeldenkmale der Sachgesamtheit Schneeberger Revier: Huthaus (Nr. 3), Bergschmiede (Nr. 1), Zimmerhaus (Nr. 2), Pulverturm auf kleiner Halde, Brunnenhaus, Kunstgraben, Turbinenschacht, Abzugsrösche einschließlich Mundloch, Gesellschafter Schachthalde einschließlich Haldenstützmauern sowie Meridianstein und Meridianzeichenstein (siehe auch Sachgesamtheitsliste – Obj. 09301518); alte Ortslage Neustädtel, umfangreich erhaltenes Bergbauensemble mit größtem und bedeutendstem Huthaus des Schneeberger Reviers, Pulverturm der letzte der Region, zusammen mit den erhaltenen bergbauwasserwirtschaftlichen Anlagen von besonderer bergbaugeschichtlicher, baugeschichtlicher, vermessungsgeschichtlicher sowie landschaftsbildprägender Relevanz | 08958038 |
| Weitere Bilder                          | Trigonometrischer Punkt                                                                                           | Lindenau (Karte)   | 1. Hälfte 20. Jahrhundert (Vermessungspunkt) | Trigonometrischer Punkt mit Gittermastturm; Stahlfachwerkkonstruktion auf quadratischem Grundriss von ca. 10 m Höhe, Gerüst hat Seltenheitswert, vermessungsgeschichtlich von Bedeutung | 08958058 |
| Weitere Bilder                          | Oberer Lindenauer Teich; Schneeberger Revier (Sachgesamtheit)                                                     | Lindenau (Karte)   | 1745/46 (Teich) | Einzeldenkmale der Sachgesamtheit Schneeberger Revier: Kunstteich mit Teichdamm einschließlich Überlaufbauwerk und Striegelhaus (siehe auch Sachgesamtheitsliste – Obj. 09301518); bergbauwasserwirtschaftliche Anlage von bergbaugeschichtlicher und landschaftsbildprägender Bedeutung | 09306235 |
| Weitere Bilder                          | Wegestein | Lindenau (Karte)   | Ende 19. Jahrhundert (Wegestein) | Zeugnis der verkehrstechnischen Erschließung, verkehrsgeschichtlich von Bedeutung | 08958057 |
| Weitere Bilder                          | Unterer Lindenauer Teich; Schneeberger Revier (Sachgesamtheit)                                                    | Lindenau (Karte)   | 1838 (Teich) | Einzeldenkmale der Sachgesamtheit Schneeberger Revier: Kunstteich mit Teichdamm einschließlich Grundablass mit Schützenhaus und Überlaufbauwerk (siehe auch Sachgesamtheitsliste – Obj. 09301518); mitsamt abgehendem Pochwerkskunstgraben im Ensemble mit dem Siebenschlehener Pochwerk zu betrachten (siehe Lindenauer Straße 22), bergbauwasserwirtschaftliche Anlagen von bergbaugeschichtlicher und landschaftsbildprägender Bedeutung | 09306236 |
| Weitere Bilder                          | Altbergbau im Gößnitzgrund; St. Anna am Freudenstein nebst Troster Stolln (Besucherbergwerk); Schneeberger Revier | Schneeberg (Karte) | ab 15. Jahrhundert (Bergbauanlagenteil) | Grubengebäude des Altbergbaugebiets im Gößnitzgrund; überwiegend authentisch erhaltene und ab den 1990er-Jahren aufgewältigte Untertageanlagen mehrerer Gruben, darunter die in diesem Revierteil bedeutendste Silbergrube St. Anna am Freudenstein, Mundloch des St.-Anna-Stollns einziges überwiegend unverfälscht überliefertes Stollnmundloch, zusammen mit den erhaltenen und zugänglichen Stolln, Schächten, Erzabbauen und einer Radstube von bergbaugeschichtlicher und technikgeschichtlicher Bedeutung | 09306183 |
|                                         | Transformatorenturm                                                                                               | Schneeberg (Karte) | um 1920 (Transformatorenstation) | Zeugnis der Elektrifizierung, technikgeschichtlich von Bedeutung | 08958018 |
| Weitere Bilder                          | Filzteich; Schneeberger Revier (Sachgesamtheit)                                                                   | Schneeberg (Karte) | 1483–1485 (Teich) | Einzeldenkmale der Sachgesamtheit Schneeberger Revier: Kunstteich mit Erddamm einschließlich Zapfengerinne und Striegelhaus (siehe auch Sachgesamtheitsliste – Obj. 09301518); alte Ortslage Neustädtel, als älteste Talsperre Sachsens bekannt, zweitältester Kunstteich im Erzgebirge und wichtigstes Aufschlagwasserreservoir des Schneeberger Reviers, später Strandbad, landschaftsbildprägendes wasserbauliches Zeugnis des Schneeberger Altbergbaus von großer lokalhistorischer, bergbaugeschichtlicher und technikgeschichtlicher Bedeutung | 08958141 |
| Weitere Bilder                          | Fundgrube Kornzeche; Schneeberger Revier (Sachgesamtheit)                                                         | Schneeberg (Karte) | 19. Jahrhundert (Kaue); nach 1995 (Rekonstruktion) | Einzeldenkmale der Sachgesamtheit Schneeberger Revier: Kaue und Halde (siehe auch Sachgesamtheitsliste – Obj. 09301518); Zeugnis des Altbergbaus von bergbaugeschichtlicher sowie stadtbildprägender Bedeutung | 08958051 |
| Weitere Bilder                          | Königlich-Sächsische Meilensteine (Sachgesamtheit)                                                                | Schneeberg (Karte) | nach 1858 (Stationsstein) | Sachgesamtheit Königlich-Sächsische Meilensteine: Vermessungssystem, bestehend aus Stationssteinen (darunter auch der Schneeberger Stationsstein), Meilensteinen, Halbmeilensteinen, Abzweigsteinen und Grenzübergangssteinen, heute teilweise Kopien (alle Sachgesamtheitsteile); als gut erhaltene Zeugnisse der Straßenneuvermessung nach 1858 erlangt das System der Königlich-Sächsischen Meilensteine eine große verkehrsgeschichtliche sowie landesgeschichtliche Bedeutung | 08958004 |
| Weitere Bilder                          | Kapellendenkmal; Schneeberger Revier (Sachgesamtheit)                                                             | Schneeberg (Karte) | bezeichnet 1830 (Denkmal) | Einzeldenkmal der Sachgesamtheit Schneeberger Revier: Denkmal an Stelle der ehemaligen St.-Anna-Kapelle (siehe auch Sachgesamtheitsliste – Obj. 09301518); alte Ortslage Neustädtel, bergbaugeschichtlicher Erinnerungsort von ortsgeschichtlicher Bedeutung | 08958118 |
| Weitere Bilder                          | Fundgrube Rappold; Schneeberger Revier (Sachgesamtheit)                                                           | Schneeberg (Karte) | um 1650 (Wohnhaus) | Einzeldenkmale der Sachgesamtheit Schneeberger Revier: Wohnhaus (Umgebinde, ehemals Huthaus und Bergschmiede) und Nebengebäude (siehe auch Sachgesamtheitsliste – Obj. 09301518); alte Ortslage Neustädtel, Wohnhaus Obergeschoss Fachwerk, durch Umgebinde-Konstruktion von Singularität, zudem bergbaurelevantes Zeugnis, da zur ehemaligen Fundgrube Rappold gehörig, baugeschichtlich von Bedeutung | 08958134 |
| Weitere Bilder                          | Fundgrube Eiserner Landgraf; Schneeberger Revier (Sachgesamtheit)                                                 | Schneeberg (Karte) | um 1866 (Kaue) | Einzeldenkmal der Sachgesamtheit Schneeberger Revier: Kaue (siehe auch Sachgesamtheitsliste – Obj. 09301518); alte Ortslage Neustädtel, bergbaugeschichtlich von Bedeutung | 08958114 |
| Weitere Bilder                          | St. Georgen Hütte; Schneeberger Revier (Sachgesamtheit)                                                           | Schneeberg (Karte) | 1665 (Edel- und Buntmetallhütte) | Einzeldenkmal der Sachgesamtheit Schneeberger Revier: ehemalige Schmelzhütte (siehe auch Sachgesamtheitsliste – Obj. 09301518); alte Ortslage Neustädtel, baugeschichtlich bedeutendes Gebäude mit zwei Blockstuben, von Seltenheitswert, im Ensemble mit dem Siebenschlehener Pochwerk (siehe Lindenauer Straße 22), als eine der ältesten erhaltenen Schmelzhütten im Erzgebirge bergbaugeschichtlich von herausragender Bedeutung | 08958115 |
| Direkt Bild zu diesem Denkmal hochladen | Wohnhaus in geschlossener Bebauung, mit Stollenmundloch im Keller                                                 | Schneeberg (Karte) | Kern 18. Jahrhundert, womöglich älter (Wohnhaus) | trotz Veränderung an der Fassade seltenes Zeugnis von Bausubstanz vor dem Stadtbrand, weitgehend authentisch erhalten | 08957942 |
| Weitere Bilder                          | Fundgrube Junger Sebastian; Schneeberger Revier (Sachgesamtheit)                                                  | Schneeberg (Karte) | 1. Hälfte 19. Jahrhundert, im Kern älter (Huthaus) | Einzeldenkmale der Sachgesamtheit Schneeberger Revier: ehemaliges Huthaus, Nebengebäude und Halde (siehe auch Sachgesamtheitsliste – Obj. 09301518); alte Ortslage Neustädtel, von bergbaugeschichtlicher und ortshistorischer Relevanz | 08958089 |
| Weitere Bilder                          | Fundgrube Schindler; Fundgrube St. Anna samt Schindler und Unruhe (später); Schneeberger Revier (Sachgesamtheit)  | Schneeberg (Karte) | um 1680, später überformt (Huthaus); um 1960 (Fördermaschine Beustschacht); 1713 (Bergschmiede)                                                                   | Einzeldenkmale der Sachgesamtheit Schneeberger Revier: ehemaliges Huthaus (ohne Anbau), ehemalige Bergschmiede, Halde mitsamt Haldenstützmauern sowie Fördermaschine (siehe auch Sachgesamtheitsliste – Obj. 09301518); alte Ortslage Neustädtel, von bergbaugeschichtlicher und ortshistorischer Bedeutung, große Halde zudem landschaftsbildprägend, Fördermaschine des Beustschachts singulär und technikgeschichtlich relevant | 08958088 |
| Weitere Bilder                          | Beustschacht; Sauschwarter Richtschacht (ehem.); Schacht 24 (ehem.); Schneeberger Revier (Sachgesamtheit)         | Schneeberg (Karte) | 19. Jahrhundert (Halde) | Einzeldenkmale der Sachgesamtheit Schneeberger Revier: Halde und Schacht (siehe auch Sachgesamtheitsliste – Obj. 09301518); alte Ortslage Neustädtel, wesentliche Zeugnisse des Altbergbaus sowie des Uranerzbergbaus der Wismut AG mit hoher ortsbildprägender, bergbaugeschichtlicher und ortshistorischer Relevanz, große Tafelhalde des Beust-Schachtes (Schacht 24 der Wismut AG) einzige in ihrer ursprünglichen Form weitestgehend erhalten gebliebene Halde aus der Wismut-Zeit | 08957980 |
| Weitere Bilder                          | Fundgrube Daniel; Fundgrube St. Anna; Schneeberger Revier (Sachgesamtheit)                                        | Schneeberg (Karte) | 1839/40 (Bergschmiede) | Einzeldenkmale der Sachgesamtheit Schneeberger Revier: ehem. Bergschmiede (heute Wohnhaus) auf kleiner Halde (siehe auch Sachgesamtheitsliste – Obj. 09301518); alte Ortslage Neustädtel, ehemalige Bergschmiede mit Steigerwohnung auf einer Halde der Fundgrube St. Anna, im Ensemble mit Fundgrube Daniel 6, bergbaugeschichtlich relevante Zeugnisse | 08958122 |
| Weitere Bilder                          | Fundgrube Daniel; Schneeberger Revier (Sachgesamtheit)                                                            | Schneeberg (Karte) | 1730, im Kern (Huthaus); 1787 (Göpel); 18./19. Jahrhundert (Halde); vmtl. 1. Drittel 18. Jahrhundert (Vorratskammer); bezeichnet 1827 (Ofen)                      | Einzeldenkmale der Sachgesamtheit Schneeberger Revier: Huthaus, Vorratskammer, Aufschlagstein, Reste des Treibehauses mit Schacht sowie Halde (siehe auch Sachgesamtheitsliste – Obj. 09301518); alte Ortslage Neustädtel, landschaftsbildprägendes Bergbauensemble aus Schacht, umgebender Halde und erhaltenen Tagegebäuden einer der bedeutendsten Kobaltgruben des Reviers (Bergschmiede siehe Fundgrube Daniel 4, gepflasterter Erzfuhrweg ebenfalls Teil der Sachgesamtheit), wichtige und weitgehend authentische Zeugnisse des Bergbaus, technikgeschichtlich und bergbauhistorisch von Bedeutung | 08958123 |
| Weitere Bilder                          | Fundgrube Gesellschaft; Griefner Kunstgraben; Gesellschafter Abzugsrösche; Schneeberger Revier (Sachgesamtheit)   | Schneeberg (Karte) | 18. Jahrhundert (Zimmerhaus); um 1830 (Huthaus); bezeichnet 1839 (Bergschmiede); 1844 (Pulverturm); 1853–1857 (Schacht)                                           | Einzeldenkmale der Sachgesamtheit Schneeberger Revier: Huthaus (Nr. 3), Bergschmiede (Nr. 1), Zimmerhaus (Nr. 2), Pulverturm auf kleiner Halde, Brunnenhaus, Kunstgraben, Turbinenschacht, Abzugsrösche einschließlich Mundloch, Gesellschafter Schachthalde einschließlich Haldenstützmauern sowie Meridianstein und Meridianzeichenstein (siehe auch Sachgesamtheitsliste – Obj. 09301518); alte Ortslage Neustädtel, umfangreich erhaltenes Bergbauensemble mit größtem und bedeutendstem Huthaus des Schneeberger Reviers, Pulverturm der letzte der Region, zusammen mit den erhaltenen bergbauwasserwirtschaftlichen Anlagen von besonderer bergbaugeschichtlicher, baugeschichtlicher, vermessungsgeschichtlicher sowie landschaftsbildprägender Relevanz | 08958038 |
| Weitere Bilder                          | Fundgrube Gebhardt; Fundgrube Michaelis Maßen (ursprünglich); Schneeberger Revier (Sachgesamtheit)                | Schneeberg (Karte) | 1. Hälfte 19. Jahrhundert (Huthaus) | Einzeldenkmale der Sachgesamtheit Schneeberger Revier: Huthaus und Halde (siehe auch Sachgesamtheitsliste – Obj. 09301518); alte Ortslage Neustädtel, daneben auf Lindenauer Flur das Huthaus von Michalis Maßen, von bergbaugeschichtlicher Bedeutung | 08958042 |
| Weitere Bilder                          | Fundgrube Morgenstern; Griefner Stolln; Schneeberger Revier (Sachgesamtheit)                                      | Schneeberg (Karte) | um 1820 (Bergarbeiterwohnhaus); bezeichnet 1852 (Mundloch); ab 1487 (Stollen)                                                                                     | Einzeldenkmale der Sachgesamtheit Schneeberger Revier: Bergarbeiterwohnhaus mit Nebengebäude, zwei Halden einschließlich Haldenstützmauern sowie Stollnmundloch (siehe auch Sachgesamtheitsliste – Obj. 09301518); alte Ortslage Neustädtel, bergbaugeschichtliche Zeugnisse, von technikhistorischer, sozialhistorischer und baugeschichtlicher Bedeutung | 08958136 |
| Weitere Bilder                          | Fundgrube Peter und Paul; Hauptkunstgraben; Schneeberger Revier (Sachgesamtheit)                                  | Schneeberg (Karte) | vmtl. 1485, später erneuert (Rösche) | Einzeldenkmale der Sachgesamtheit Schneeberger Revier: Rösche einschließlich zweier Mundlöcher sowie Halde (siehe auch Sachgesamtheitsliste – Obj. 09301518); alte Ortslage Neustädtel, bergbaugeschichtliche Zeugnisse, von technikhistorischer und ortsgeschichtlicher Bedeutung | 08958086 |
| Weitere Bilder                          | Fundgrube Sauschwart; Schneeberger Revier (Sachgesamtheit)                                                        | Schneeberg (Karte) | 1835 (Huthaus); um 1800 (Kaue); 1927 (Fördermaschine); 18. Jahrhundert (Zimmerhaus); 1837 (Steigerund Zimmerhaus)                                                 | Einzeldenkmale der Sachgesamtheit Schneeberger Revier: Huthaus (Nr. 1), Steigerund Zimmerhaus (Nr. 2), Kaue einschließlich Förderhaspel sowie Halde einschließlich Ringbahndamm und Haldenstützmauern (siehe auch Sachgesamtheitsliste – Obj. 09301518); alte Ortslage Neustädtel, wichtige landschaftsbildprägende Zeugnisse des Schneeberger Bergbaus, von bergbaugeschichtlicher, ortshistorischer und baugeschichtlicher Bedeutung | 08958117 |
| Weitere Bilder                          | Fundgrube Siebenschlehen; Schacht 10; Schneeberger Revier (Sachgesamtheit)                                        | Schneeberg (Karte) | ab Ende 15. Jahrhundert (Halde); ab 1836 abgeteuft (Schacht) | Einzeldenkmale der Sachgesamtheit Schneeberger Revier: Halde und Schacht (siehe auch Sachgesamtheitsliste – Obj. 09301518); alte Ortslage Neustädtel, großflächige Tafelhalde als landschaftsbildprägendes Zeugnis der einst bedeutenden Fundgrube Siebenschlehen, bergbaugeschichtlich von Relevanz | 08958142 |
| Weitere Bilder                          | Fundgrube Sonnenwirbel; Schneeberger Revier (Sachgesamtheit)                                                      | Schneeberg (Karte) | Ende 15. bis Mitte 18. Jahrhundert (Halde); 1846 (Bergarbeiterwohnhaus)                                                                                           | Einzeldenkmale der Sachgesamtheit Schneeberger Revier: Bergarbeiterwohnhaus und Halde (siehe auch Sachgesamtheitsliste – Obj. 09301518); alte Ortslage Neustädtel, bergbaugeschichtlich und sozialhistorisch von Relevanz | 08958043 |
| Weitere Bilder                          | Fundgrube Wildschwein; Schneeberger Revier (Sachgesamtheit)                                                       | Schneeberg (Karte) | 1. Hälfte 19. Jahrhundert (Huthaus) | Einzeldenkmale der Sachgesamtheit Schneeberger Revier: Huthaus und Halde (siehe auch Sachgesamtheitsliste – Obj. 09301518); alte Ortslage Neustädtel, bergbaugeschichtliche Bedeutung | 08958096 |
| Weitere Bilder                          | Fundgrube Wolfgang Maßen; Schneeberger Revier (Sachgesamtheit)                                                    | Schneeberg (Karte) | 1816–1818 (Pochwerk); 1875/1876 (Treibe- und Kesselhaus); 18. bis 1. Drittel 20. Jahrhundert (Halde); um 1700 (Uhr)                                               | Einzeldenkmale der Sachgesamtheit Schneeberger Revier: Pochwerksgebäude einschließlich Uhr, zwei Gestängeschächte, Radstube mit Aufschlagsund Abzugsrösche, Mundloch der Aufschlagrösche, Kunst- und Treibeschacht, Turbinenschacht, Mauerreste des Treibe- und Kesselhauses sowie Halde einschließlich sämtlicher Haldenstützmauern (siehe auch Sachgesamtheitsliste – Obj. 09301518); alte Ortslage Neustädtel, umfangreich erhaltenes Ensemble aus Aufbereitungsanlagen, Resten des Treibehauses, Bergschmiede (siehe Nr. 5), Huthaus (siehe Nr. 4) und Wohnhäusern (siehe Nr. 2 und 3) sowie diversen untertägigen Anlagen der Fundgrube, zusammen mit der großen Tafelhalde ein für die Bergbaugeschichte Schneebergs sehr wichtiges und ortsbzw. landschaftsbildprägendes Ensemble bildend, von besonderer bergbaugeschichtlicher, ortshistorischer, technikgeschichtlicher und baugeschichtlicher Relevanz | 08958097 |
| Weitere Bilder                          | Fundgrube Wolfgang Maßen; Schneeberger Revier (Sachgesamtheit)                                                    | Schneeberg (Karte) | bezeichnet 1820 (Bergarbeiterwohnhaus) | Einzeldenkmal der Sachgesamtheit Schneeberger Revier: Pochwerksteigerhaus (siehe auch Sachgesamtheitsliste – Obj. 09301518); alte Ortslage Neustädtel, umfangreich erhaltenes Ensemble aus Aufbereitungsanlagen (siehe Nr. 1), Resten des Treibehauses (siehe Nr. 1), Bergschmiede (siehe Nr. 5), Huthaus (siehe Nr. 4) und Wohnhäusern (siehe auch Nr. 3) sowie diversen untertägigen Anlagen der Fundgrube (siehe Nr. 1), zusammen mit der großen Tafelhalde (siehe Nr. 1) ein für die Bergbaugeschichte Schneebergs sehr wichtiges und ortsbzw. landschaftsbildprägendes Ensemble bildend, von besonderer bergbaugeschichtlicher, ortshistorischer und baugeschichtlicher Relevanz | 08958093 |
| Weitere Bilder                          | Fundgrube Wolfgang Maßen; Schneeberger Revier (Sachgesamtheit)                                                    | Schneeberg (Karte) | 1825 (Steigerhaus) | Einzeldenkmal der Sachgesamtheit Schneeberger Revier: Steigerhaus (siehe auch Sachgesamtheitsliste – Obj. 09301518); alte Ortslage Neustädtel, umfangreich erhaltenes Ensemble aus Aufbereitungsanlagen (siehe Nr. 1), Resten des Treibehauses (siehe Nr. 1), Bergschmiede (siehe Nr. 5), Huthaus (siehe Nr. 4) und Wohnhäusern (siehe auch Nr. 2) sowie diversen untertägigen Anlagen der Fundgrube (siehe Nr. 1), zusammen mit der großen Tafelhalde (siehe Nr. 1) ein für die Bergbaugeschichte Schneebergs sehr wichtiges und ortsbzw. landschaftsbildprägendes Ensemble bildend, von besonderer bergbaugeschichtlicher, ortshistorischer und baugeschichtlicher Relevanz | 08958098 |
| Weitere Bilder                          | Fundgrube Wolfgang Maßen; Schneeberger Revier (Sachgesamtheit)                                                    | Schneeberg (Karte) | um 1790 (Huthaus); 1816 (Huthaus) | Einzeldenkmal der Sachgesamtheit Schneeberger Revier: Huthaus (siehe auch Sachgesamtheitsliste – Obj. 09301518); alte Ortslage Neustädtel, umfangreich erhaltenes Ensemble aus Aufbereitungsanlagen (siehe Nr. 1), Resten des Treibehauses (siehe Nr. 1), Bergschmiede (siehe Nr. 5), Huthaus und Wohnhäusern (siehe Nr. 2 und 3) sowie diversen untertägigen Anlagen der Fundgrube (siehe Nr. 1), zusammen mit der großen Tafelhalde (siehe Nr. 1) ein für die Bergbaugeschichte Schneebergs sehr wichtiges und ortsbzw. landschaftsbildprägendes Ensemble bildend, von besonderer bergbaugeschichtlicher, ortshistorischer und baugeschichtlicher Relevanz | 08958121 |
| Weitere Bilder                          | Fundgrube Wolfgang Maßen; Schneeberger Revier (Sachgesamtheit)                                                    | Schneeberg (Karte) | um 1855 (Bergschmiede) | Einzeldenkmale der Sachgesamtheit Schneeberger Revier: Bergschmiede und Keller (siehe auch Sachgesamtheitsliste – Obj. 09301518); alte Ortslage Neustädtel, umfangreich erhaltenes Ensemble aus Aufbereitungsanlagen (siehe Nr. 1), Resten des Treibehauses (siehe Nr. 1), Bergschmiede, Huthaus (siehe Nr. 4) und Wohnhäusern (siehe Nr. 2 und 3) sowie diversen untertägigen Anlagen der Fundgrube (siehe Nr. 1), zusammen mit der großen Tafelhalde (siehe Nr. 1) ein für die Bergbaugeschichte Schneebergs sehr wichtiges und ortsbzw. landschaftsbildprägendes Ensemble bildend, von besonderer bergbaugeschichtlicher, ortshistorischer, technikgeschichtlicher und baugeschichtlicher Relevanz | 08958120 |
| Weitere Bilder                          | Fundgrube Greif; Schneeberger Revier (Sachgesamtheit)                                                             | Schneeberg (Karte) | um 1780 (Huthaus); um 1780 (Kaue) | Einzeldenkmale der Sachgesamtheit Schneeberger Revier: Huthaus und angebaute Kaue sowie Halde (siehe auch Sachgesamtheitsliste – Obj. 09301518); ortsbildprägende Zeugnisse des einzigen Tageschachts in der Innenstadt Schneebergs, bergbaugeschichtlich von Bedeutung | 08957990 |
| Weitere Bilder                          | Bahnhof Schneeberg-Neustädtel                                                                                     | Schneeberg (Karte) | um 1880 (Lokschuppen) | Lokschuppen eines Bahnhofes; alte Ortslage Neustädtel, ehemals in funktionalem Zusammenhang mit dem Bahnhof Schneeberg-Neustädtel (siehe Neustädtler Straße 29), mit verkehrsgeschichtlicher Bedeutung | 08958027 |
| Weitere Bilder                          | Kursächsische Postmeilensäulen (Sachgesamtheit)                                                                   | Schneeberg (Karte) | bezeichnet 1725 (Viertelmeilenstein) | Postmeilensäule; alte Ortslage Neustädtel, Kopie eines Viertelmeilensteins, verkehrsgeschichtlich von Bedeutung | 08955671 |
|                                         | Hahnekräher Stolln; Schneeberger Revier (Sachgesamtheit)                                                          | Schneeberg (Karte) | 1842–1845 aufgewältigt (Stollen) | Einzeldenkmal der Sachgesamtheit Schneeberger Revier: Stolln einschließlich Mundloch (siehe auch Sachgesamtheitsliste – Obj. 09301518); alte Ortslage Neustädtel, von bergbaugeschichtlicher und ortshistorischer Bedeutung | 08958014 |
|                                         | Fabrik | Schneeberg (Karte) | bezeichnet 1905 (Fabrik) | Klinkerbau, markantes Zeugnis zeittypischer Fabrikarchitektur, von ortsbildprägender und bauhistorischer Bedeutung | 08958030 |
| Weitere Bilder                          | Fundgrube Weißer Hirsch; Schneeberger Revier (Sachgesamtheit)                                                     | Schneeberg (Karte) | um 1770 (Huthaus); 1857 (Ausschlagstube) | Einzeldenkmale der Sachgesamtheit Schneeberger Revier: Huthaus und Ausschlagstube auf kleiner Halde (siehe auch Sachgesamtheitsliste – Obj. 09301518); alte Ortslage Neustädtel, bilden zusammen mit ehem. Treibehaus (siehe Kobaltstraße 42) und ehem. Bergschmiede (siehe Kobaltstraße 39) der Fundgrube ein für die Bergbaugeschichte Schneebergs wichtiges und ortsbildprägendes Ensemble, von besonderer bergbaugeschichtlicher, ortshistorischer und baugeschichtlicher Relevanz | 08958028 |
| Weitere Bilder                          | Fundgrube Weißer Hirsch; Schneeberger Revier (Sachgesamtheit)                                                     | Schneeberg (Karte) | bezeichnet 1796 (Bergschmiede) | Einzeldenkmale der Sachgesamtheit Schneeberger Revier: Bergschmiede auf kleiner Halde (siehe auch Sachgesamtheitsliste – Obj. 09301518); alte Ortslage Neustädtel, bilden zusammen mit ehem. Treibehaus (siehe Kobaltstraße 42) und ehem. Huthaus mitsamt Ausschlagstube (siehe Kobaltstraße 37) der Fundgrube ein für die Bergbaugeschichte Schneebergs wichtiges und ortsbildprägendes Ensemble, von besonderer bergbaugeschichtlicher, ortshistorischer und baugeschichtlicher Relevanz | 08958029 |
| Weitere Bilder                          | Fundgrube Weißer Hirsch; Schneeberger Revier (Sachgesamtheit)                                                     | Schneeberg (Karte) | 1851/52 (Treibehaus) | Einzeldenkmale der Sachgesamtheit Schneeberger Revier: Treibehaus mit Schacht einschließlich Kehrradstube und Halde einschließlich Haldenstützmauern (siehe auch Sachgesamtheitsliste – Obj. 09301518); alte Ortslage Neustädtel, bilden zusammen mit ehem. Huthaus mitsamt Ausschlagstube (siehe Kobaltstraße 37) und ehem. Bergschmiede (siehe Kobaltstraße 39) der Fundgrube ein für die Bergbaugeschichte Schneebergs wichtiges und ortsbildprägendes Ensemble, von besonderer bergbaugeschichtlicher, ortshistorischer und baugeschichtlicher Relevanz | 08958032 |
| Weitere Bilder                          | Siebenschlehener Pochwerk; Pochwerkskunstgraben; Knappschaftsteich; Schneeberger Revier (Sachgesamtheit)          | Schneeberg (Karte) | 1752–1753, später erweitert (Pochwerk); 1850–1852 (Radstuben); vmtl. 18. Jahrhundert (Kunstgraben); 1684 (Teich); bis 1755 (Kobaltkammer); um 1770 (Kobaltkammer) | Einzeldenkmale der Sachgesamtheit Schneeberger Revier: Pochwerksgebäude (mit Anbauten), zwei Nebengebäude (Kobaltkammern), Steigerhaus, Kunstgraben einschließlich Abschlag zum Knappschaftsteich und Aufschlagfluter zur Radstube sowie Knappschaftsteich einschließlich Teichdamm, Überlauf mit Schussstrecke und Grundablass mit Mundloch (siehe auch Sachgesamtheitsliste – Obj. 09301518); alte Ortslage Neustädtel, heute Museum, ortsbildprägende Anlage, im Ensemble mit der St. Georgen Hütte (siehe Forststraße 40) sowie dem Unteren Lindenauer Teich zu sehen (siehe Dorfstraße), herausragendes historisches Zeugnis des Schneeberger Bergbaus in sehr gutem Originalzustand, von besonderer bergbaugeschichtlicher Bedeutung sowie von großem Anschauungsund Erlebniswert | 08958116 |
|                                         | Wegestein | Schneeberg (Karte) | 19. Jahrhundert (Wegestein) | alte Ortslage Neustädtel, möglicherweise Maßenstein, Kleinzeugnis der bergbaulichen Vergangenheit, mit wegegeschichtlicher Relevanz | 08958040 |
| Weitere Bilder                          | Bahnhof Schneeberg-Neustädtel; Eisenbahnstrecke Schlema unt Bf–Schneeberg; Schlematalbahn                         | Schneeberg (Karte) | um 1880 (Empfangsgebäude) | Empfangsgebäude und Bahnsteigpflasterung eines Bahnhofes; alte Ortslage Neustädtel, repräsentatives Gebäude mit ausgewogener Fassadengestaltung im Stil des Historismus, mit baugeschichtlicher, ortshistorischer und verkehrshistorischer Relevanz | 08958026 |
|                                         | Straßenbrücke | Schneeberg (Karte) | 19. Jahrhundert (Straßenbrücke) | Bogenbrücke in der alten Ortslage Neustädtel, von verkehrsgeschichtlicher und baugeschichtlicher Bedeutung | 09306246 |
|                                         | Oberes Schnorrisches Pochwerk; Schneeberger Revier (Sachgesamtheit)                                               | Schneeberg (Karte) | 18. Jahrhundert (Kobaltkammer) | Einzeldenkmal der Sachgesamtheit Schneeberger Revier: ehemalige Kobaltkammer (Blockhaus) – (siehe auch Sachgesamtheitsliste – Obj. 09301518); alte Ortslage Neustädtel, von bergbaugeschichtlicher und baugeschichtlicher Bedeutung | 09306248 |
| Weitere Bilder                          | Fundgrube Priester; Schneeberger Revier (Sachgesamtheit)                                                          | Schneeberg (Karte) | 18. Jahrhundert (Huthaus) | Einzeldenkmale der Sachgesamtheit Schneeberger Revier: Huthaus und Halde mitsamt Haldenstützmauer (siehe auch Sachgesamtheitsliste – Obj. 09301518); alte Ortslage Neustädtel, von bergbaugeschichtlicher und ortsgeschichtlicher Relevanz | 08958087 |
| Weitere Bilder                          | Neujahrschacht; Schneeberger Revier (Sachgesamtheit)                                                              | Schneeberg (Karte) | um 1800, Errichtung als Bergschmiede (Huthaus); vmtl. 18. Jahrhundert (Schacht)                                                                                   | Einzeldenkmale der Sachgesamtheit Schneeberger Revier: ehem. Huthaus (heute Wohnhaus), Schacht und Halde einschließlich Haldenstützmauern (siehe auch Sachgesamtheitsliste – Obj. 09301518); alte Ortslage Neustädtel, Fachwerkbau, bergbaugeschichtlich und baugeschichtlich von Bedeutung | 08958091 |
| Weitere Bilder                          | Fundgrube Rappold; Schneeberger Revier (Sachgesamtheit)                                                           | Schneeberg (Karte) | um 1750 (Huthaus); um 1750 (Ausschlaggebäude) | Einzeldenkmale der Sachgesamtheit Schneeberger Revier: Huthaus mit Anbau (Ausschlaggebäude) sowie Halde (siehe auch Sachgesamtheitsliste – Obj. 09301518); alte Ortslage Neustädtel, großes und ortsbildprägendes Huthaus der ehemaligen Fundgrube Rappold auf großer Halde, bergbaugeschichtlich von großer Bedeutung | 08958090 |
|                                         | Markus-Semmler-Stolln Oberes Revier; Schneeberger Revier (Sachgesamtheit)                                         | Schneeberg (Karte) | 1809, lt. Auskunft (Huthaus) | Einzeldenkmale der Sachgesamtheit Schneeberger Revier: Huthaus des Hauptstolln des Schneeberger Reviers, mit Pflasterung am Haus (siehe auch Sachgesamtheitsliste – Obj. 09301518); alte Ortslage Neustädtel, Huthaus Obergeschoss Fachwerk, auch Marx-Semmler-Stolln, benannt nach dem Leipziger Kaufmann Marcus Semler, bergbaugeschichtlich von hohem Wert | 08958135 |
|                                         | Grubenverwaltung (ehem.); Schneeberger Revier (Sachgesamtheit)                                                    | Schneeberg (Karte) | Anfang 18. Jahrhundert (Verwaltungsgebäude) | Einzeldenkmal der Sachgesamtheit Schneeberger Revier: ehem. Grubenverwaltung des Schneeberger Kobaltfeldes, heute Wohnhaus (siehe auch Sachgesamtheitsliste – Obj. 09301518); von bergbaugeschichtlicher Bedeutung | 08957981 |
|                                         | Fundgrube Fürstenvertrag; Schneeberger Revier (Sachgesamtheit)                                                    | Schneeberg (Karte) | um 1800 (Huthaus) | Einzeldenkmal der Sachgesamtheit Schneeberger Revier: ehem. Huthaus (siehe auch Sachgesamtheitsliste – Obj. 09301518); eingeschossiger Putzbau, stark erneuert, von bergbaugeschichtlicher und ortshistorischer Bedeutung | 08957978 |
| Weitere Bilder                          | Münzerzeche; Schneeberger Revier (Sachgesamtheit)                                                                 | Schneeberg (Karte) | ab 1472 (Halde); Ende 19. Jahrhundert (Bergarbeiter-Wohnhaus) | Einzeldenkmale der Sachgesamtheit Schneeberger Revier: Wohnhaus auf Halde mitsamt Haldenstützmauer (siehe auch Sachgesamtheitsliste – Obj. 09301518); alte Ortslage Neustädtel, kleine Halde Zeugnis des lokalen Erzbergbaus, zeittypischer Klinkerbau, baugeschichtlich und bergbaugeschichtlich von Bedeutung | 08958092 |

## Schönheide
| Bild                                    | Bezeichnung | Lage                | Datierung                              | Beschreibung | ID       |
| --------------------------------------- | --- | ------------------- | -------------------------------------- | --- | -------- |
| Direkt Bild zu diesem Denkmal hochladen | Wilzschhäuser Viadukt | Schönheide (Karte)  | um 1890 (Eisenbahnbrücke)              | Zwei Brückenpfeiler und zwei Widerlager der ehemaligen Eisenbahnbrücke über das Tal der Zwickauer Mulde; von ortshistorischer und verkehrsgeschichtlicher Bedeutung, landschaftsbildprägend, zur Schmalspurstrecke Wilkau-Haßlau – Saupersdorf – Schönheide/Wilzschhaus – Carlsfeld gehörend | 08957089 |
| Direkt Bild zu diesem Denkmal hochladen | Lokschuppen des ehemaligen Bahnhofs Schönheide der Schmalspurstrecke Carlsfeld–Schönheide                                                  | Schönheide (Karte)  | um 1900 (Lokschuppen)                  | Fachwerk-Typenbau, von ortshistorischer und verkehrsgeschichtlicher Bedeutung | 08957067 |
| Direkt Bild zu diesem Denkmal hochladen | Stollenmundloch | Schönheide (Karte)  | 18. Jahrhundert oder älter (Mundloch)  | von bergbautechnischer und ortsgeschichtlicher Bedeutung | 08957107 |
| Direkt Bild zu diesem Denkmal hochladen | Fabrikgebäude | Schönheide (Karte)  | um 1890 (Fabrik)                       | zeittypischer Klinkerbau, Relikt der Industrialisierung Schönheides um 1900, von hoher ortsbildprägender und ortsgeschichtlicher Bedeutung | 08957059 |
| Direkt Bild zu diesem Denkmal hochladen | Bahnhof Schönheide-Mitte; Bahnhof Schönheide (ehem.)                                                                                       | Schönheide (Karte)  | 1893 (Empfangsgebäude)                 | Bahnhofsgebäude (Nr. 128) mit Nebengebäude (Nr. 128a); Gebäude einer ehemaligen Schmalspurbahn von Carlsfeld über Schönheide nach Wilkau-Haßlau, von ortshistorischer und verkehrsgeschichtlicher Bedeutung | 08957068 |
| Direkt Bild zu diesem Denkmal hochladen | Papierfabrik Bretschneider (ehem.) | Schönheide (Karte)  | um 1900 (Kessel- und Maschinenhaus)    | Maschinenhaus und ehemaliger Werksgraben (hinter Muldenstraße 7) einer Papierfabrik; zeittypischer Klinkerbau, von ortshistorischer und wirtschaftsgeschichtlicher Bedeutung | 08957093 |
| Direkt Bild zu diesem Denkmal hochladen | Eisenbahnstrecke Chemnitz–Aue–Adorf, Abschnitt Schönheide–Muldenberg (Sachgesamtheit)                                                      | Schönheide (Karte)  | Ende 19. Jahrhundert (Bahnwärterhaus)  | Einzeldenkmale der Sachgesamtheit Eisenbahnstrecke Chemnitz–Aue–Adorf, Abschnitt Schönheide–Muldenberg, Teilabschnitt OT Schönheide: im Lokschuppen des Gleisanschlusses zwei Lokomotiven und Bahnwärterhaus (Muldenstraße 10) – (siehe auch Sachgesamtheitsliste, OT Schönheide – Obj. 08959219, Muldenstraße 10); eisenbahntechnische Zeugnisse der verkehrshistorischen Entwicklung mit technikgeschichtlicher und lokalhistorischer Relevanz, weitgehend authentisch erhalten | 09302602 |
| Direkt Bild zu diesem Denkmal hochladen | Eisenbahnstrecke Chemnitz–Aue–Adorf, Abschnitt Schönheide–Muldenberg (Sachgesamtheit)                                                      | Schönheide          | Ende 19. Jahrhundert (Eisenbahnanlage) | Sachgesamtheitsbestandteil der Sachgesamtheit Eisenbahnstrecke Chemnitz–Aue–Adorf, Abschnitt Schönheide–Muldenberg, Teilabschnitt Schönheide, OT Schönheide, mit folgenden Einzeldenkmalen: im Lokschuppen des Gleisanschlusses zwei Lokomotiven und Bahnwärterhaus (Muldenstraße 10) – (siehe Einzeldenkmalliste – Obj. 09302602, Muldenstraße 10) und mit folgenden Sachgesamtheitsteilen: Gleis-, Signal-, Sicherungs- und Fernmeldeanlagen, Bahnsteigund Gleisfeldbeleuchtung, Streckenkilometrierung, Beschilderung, außerdem mit folgenden Bestandteilen als weitere Sachgesamtheitsteile: 1.) am Bf. Schönheide-Ost (Eibenstocker Straße 32) zwei Prellböcke, Doppelkreuzungsweiche, handbediente Weichen mit Weichenlaternen, Fahrradschuppen, 2.) bei km 71, 700 Durchlass eines Mühlgrabens, 3.) bei km 71, 985 Durchlass eines Mühlgrabens, 4.) bei km 72, 120 Durchlass eines Mühlgrabens, 5.) bei km 72, 480 auf freier Strecke bei/im Gleisanschluss des ehemaligen VEB Faserplattenwerke Schönheide zwei Güterwagen, 6.) bei km 72, 845 Bachdurchlass, 7.) bei km 73, 200 Straßenüberbrückung, 8.) bei km 73, 700 Bachdurchlass, 9.) bei km 75, 045 Wegeübergang mit Halbschranken, Sicherungsanlagen und Postenhäuschen Nr. 74, 10.) bei km 75, 160 Brücke über die Zwickauer Mulde (siehe auch Sachgesamtheitsliste – Obj. 09247513, Höhenluftkurort Grünbach, OT Muldenberg, Am Bahnhof 1–9); Teilstück der Eisenbahnstrecke Chemnitz–Aue–Adorf zwischen Bahnhof Schönheide Ost (km 71, 275) und Bahnhof Muldenberg (km 89, 400), eisenbahntechnische Zeugnisse der verkehrshistorischen Entwicklung, mit technikgeschichtlicher und lokalhistorischer Relevanz | 08959219 |
| Direkt Bild zu diesem Denkmal hochladen | Fabrikgebäude (ehemals Bürstenfabrik) | Schönheide (Karte)  | um 1925 (Fabrik)                       | Putzbau mit Ziegel- und Natursteingliederung, mit Einflüssen der klassischen Moderne, technisches Denkmal mit baugeschichtlicher Relevanz | 08957033 |
| Direkt Bild zu diesem Denkmal hochladen | Eisenbahnstrecke Schönheide-Süd–Carlsfeld (Sachgesamtheit)                                                                                 | Wilzschhaus         | 1896–1897 (Eisenbahnanlage)            | Sachgesamtheitsbestandteil der Sachgesamtheit Eisenbahnstrecke Schönheide-Süd–Carlsfeld, Teilabschnitt Schönheide, OT Wilzschhaus, mit den Sachgesamtheitsteilen: Brückenpfeiler und zwei Widerlager einer ehemaligen Stahlfachwerkbrücke über die Zwickauer Mulde (bei Wilzschhaus 4, zum Teil auf Gemeindegebiet Eibenstock) und Teilstück der Eisenbahnstrecke mit Gleis-, Signal-, Sicherungs- und Fernmeldeanlagen (siehe auch Sachgesamtheitsliste, Eibenstock, Stadt, OT Carlsfeld – Obj. 08955385); technikgeschichtlich und verkehrsgeschichtlich von Bedeutung | 08955384 |
| Direkt Bild zu diesem Denkmal hochladen | Eisenbahnstrecke Chemnitz–Aue–Adorf, Abschnitt Schönheide–Muldenberg (Sachgesamtheit)                                                      | Wilzschhaus         | Ende 19. Jahrhundert (Eisenbahnanlage) | Sachgesamtheitsbestandteil der Sachgesamtheit Eisenbahnstrecke Chemnitz–Aue–Adorf, Abschnitt Schönheide–Muldenberg, Teilabschnitt Schönheide, OT Wilzschhaus, mit den Einzeldenkmalen: Bahnhofsgebäude, Nebengebäude, Güterschuppen und Draisinen-Schuppen (siehe Einzeldenkmalliste – Obj. 08957086, Wilzschhaus 3) und mit den Sachgesamtheitsteilen: Gleis-, Signal-, Sicherungs- und Fernmeldeanlagen, Bahnsteigund Gleisfeldbeleuchtung, Streckenkilometrierung und Beschilderung, außerdem mit folgenden Bestandteilen als weitere Sachgesamtheitsteile: 1.) km 76, 870 weitere Hochbauten Bf. Schönheide-Süd/früher Bf. Wilzschhaus, zusätzlich mit Wellblechschuppen, Wagenkasten, Lokomotive und sechs Güterwaggons, 2.) km 76, 920 Straßenübergang, 3.) km 77, 200 Wellblechfernsprechbude, 4.) km 77, 250 Durchlass eines Bahngrabens, (siehe auch Sachgesamtheitsliste – Obj. 09247513, Höhenluftkurort Grünbach, OT Muldenberg, Am Bahnhof 1–9); eisenbahntechnische Zeugnisse der verkehrshistorischen Entwicklung, mit technikgeschichtlicher, landschaftsbildprägender und lokalhistorischer Relevanz | 08959218 |
| Direkt Bild zu diesem Denkmal hochladen | Eisenbahnstrecke Chemnitz–Aue–Adorf, Abschnitt Schönheide–Muldenberg (Sachgesamtheit); Bahnhof Schönheide-Süd; Bahnhof Wilzschhaus (ehem.) | Wilzschhaus (Karte) | 1892–1893 (Empfangsgebäude)            | Einzeldenkmale der Sachgesamtheit Eisenbahnstrecke Chemnitz–Aue–Adorf, Abschnitt Schönheide–Muldenberg, Teilabschnitt Schönheide, OT Wilzschhaus: Bahnhofsgebäude, Nebengebäude, Güterschuppen und Draisinen-Schuppen (siehe auch Sachgesamtheitsliste, OT Wilzschhaus – Obj. 08959218); Eröffnung der Strecke 1875, im Zusammenhang mit dem Bau der Schmalspurbahn Wilkau-Haßlau–Schönheide/Wilzschhaus 1892/93 neues Empfangsgebäude errichtet, von orts- und verkehrsgeschichtlicher Bedeutung | 08957086 |

## Schwarzenberg/Erzgeb., Stadt
| Bild                                    | Bezeichnung                                                               | Lage                           | Datierung                                                                                           | Beschreibung | ID       |
| --------------------------------------- | ------------------------------------------------------------------------- | ------------------------------ | --------------------------------------------------------------------------------------------------- | --- | -------- |
| Direkt Bild zu diesem Denkmal hochladen | Wegestein                                                                 | Altstadt (Karte)               | um 1858 (Wegestein)                                                                                 | quadratische Granitsäule mit flacher, pyramidaler Spitze und Inschrift, verkehrsgeschichtliches Zeugnis | 09201757 |
| Direkt Bild zu diesem Denkmal hochladen | Malzhaus                                                                  | Altstadt (Karte)               | um 1790 (Mälzerei)                                                                                  | Ehemaliges Malzhaus in offener Bebauung; lang gestreckter Baukörper mit Krüppelwalmdach, bedeutend für Ortsbild und Ortsgeschichte, zudem baugeschichtlich von Wert | 09201671 |
| Direkt Bild zu diesem Denkmal hochladen | Eiskeller                                                                 | Altstadt (Karte)               | um 1800 (Eiskeller)                                                                                 | Ehemaliger Bierkeller der Stadt Schwarzenberg; baugeschichtlich und ortsgeschichtlich von Bedeutung | 09201721 |
| Direkt Bild zu diesem Denkmal hochladen | Eisenbahnmuseum Schwarzenberg                                             | Altstadt (Karte)               | 1902 (Lokschuppen); 1902 (Drehscheibe); 1912 (Kohlenkran); 1951 (Stellwerk); 1941 (Heizkesselwagen) | Lokschuppen mit Drehscheibe, Stellwerk III mit technischer Ausstattung, Kohlenkran Bauart Findeisen, Güterzug-Tenderlokomotive 94 2105, Dampflokomotive 50 3616-5, Dampflokomotiven 58 3049 und 86 049, Reisezugwagen Gattung Bg h (LOWA-Typ E5) und Heizkesselwagen; Bestandteile des Schwarzenberger Eisenbahnmuseums von verkehrshistorischer Bedeutung | 09201700 |
| Direkt Bild zu diesem Denkmal hochladen | Transformatorenhäuschen (heute als Glockenspielturm genutzt)              | Altstadt (Karte)               | 1908 (Transformatorenstation)                                                                       | turmartiger Bau über achteckigem Grundriss mit Turmhaube, technikgeschichtliche und baugeschichtliche Bedeutung | 09201640 |
| Direkt Bild zu diesem Denkmal hochladen | Ehemaliger Pulverturm                                                     | Crandorf (Karte)               | 1827 (Pulverturm)                                                                                   | original erhaltener, ursprünglich zum am Rothenberg befindlichen Eisenwerk gehörender Bruchsteinbau, bergbaugeschichtlich von Bedeutung | 09269058 |
| Direkt Bild zu diesem Denkmal hochladen | Kursächsische Postmeilensäulen (Sachgesamtheit)                           | Crandorf (Karte)               | bezeichnet 1725 (Ganzmeilensäule)                                                                   | Postmeilensäule; Ganzmeilensäule, verkehrsgeschichtlich von Bedeutung | 09269046 |
| Direkt Bild zu diesem Denkmal hochladen | Hammerherrenhof Erla (Sachgesamtheit)                                     | Erla (Karte)                   | 17. Jahrhundert (Hammerherrenhaus); nach 1750 (Seitengebäude)                                       | Einzeldenkmale der Sachgesamtheit Hammerherrenhof Erla: Hammerherrenhaus (Nr. 87) und drei Seitengebäude (Nr. 85) (siehe auch Sachgesamtheitsdokument – Obj. 09305954, gleiche Anschrift); stattlicher Vierseithof mit markanten Fachwerkbauten von großem baugeschichtlichem Wert (Bundespreis für Handwerk in der Denkmalpflege in Sachsen 2006) | 09269052 |
| Direkt Bild zu diesem Denkmal hochladen | Kreuz-Erfindung-Stolln                                                    | Hofgarten (Karte)              | bezeichnet 1652 (Mundloch)                                                                          | Mundloch des Kreuz-Erfindung-Stollns; mit gewölbtem Rundbogen aus Granit und Schlussstein einschl. Jahreszahl, ursprünglich wohl zum alten Schwarzenberger Bergbau am Galgenberg oder zur Wasserversorgung der »Kleinen Vorstadt« gehörig, bergbaugeschichtliches Zeugnis | 09201705 |
| Direkt Bild zu diesem Denkmal hochladen | Ehemalige Eisenbahnbrücke (heute Fußgängerbrücke)                         | Neustadt (Karte)               | 1883 (Eisenbahnbrücke)                                                                              | mehrjochige Steinbogenbrücke der Bahnstrecke Schwarzenberg–Johanngeorgenstadt (ehem. Bahntrasse), baugeschichtlich, eisenbahngeschichtlich und ortsbildprägend von Bedeutung | 08992398 |
| Direkt Bild zu diesem Denkmal hochladen | Königlich-Sächsische Meilensteine (Sachgesamtheit)                        | Neustadt (Karte)               | nach 1858 (Stationsstein)                                                                           | Meilenstein; Stationsstein, verkehrsgeschichtlich von Bedeutung | 09201754 |
| Direkt Bild zu diesem Denkmal hochladen | Metallwarenfabrik Friedrich Wilhelm Kutscher jun. (ehem.)                 | Neustadt (Karte)               | um 1905 (Fabrikgebäude)                                                                             | Fabrikgebäude einer ehemaligen Metallwarenfabrik; lang gestrecktes, markantes Fabrikgebäude mit bewegter Dachlandschaft, Fassade durch drei Risalite und Lisenen gegliedert, baugeschichtlich, industriegeschichtlich und ortsgeschichtlich bedeutend | 09201701 |
| Direkt Bild zu diesem Denkmal hochladen | Emaillierwerk Reinstrom und Pilz (ehem.)                                  | Neustadt (Karte)               | um 1910 (Fabrik)                                                                                    | Ehemaliges Emaillierwerk (mit „Passage“, aber ohne jüngere Anbauten); Putzbau mit Reformstilelementen der Zeit um 1910, baugeschichtliche, industriegeschichtliche und ortsgeschichtliche sowie städtebauliche Bedeutung, Besonderheiten vor allem bezüglich des Tragwerks | 09201569 |
| Direkt Bild zu diesem Denkmal hochladen | Hammerbrücke Untersachsenfeld                                             | Neuwelt (Karte)                | 1732 (Fußgängerbrücke)                                                                              | Gedeckte Holzbrücke über das Schwarzwasser; Zeugnis früherer Holzkonstruktion und Zimmermannskunst, zudem Dokument für die Verkehrsgeschichte, baugeschichtlich und verkehrsgeschichtlich bedeutend, auch landschaftsgestalterisch von Belang | 09201577 |
| Direkt Bild zu diesem Denkmal hochladen | Pfeilhammer (Sachgesamtheit)                                              | Pöhla (Karte)                  | Mitte 19. Jahrhundert (Hammerwerk)                                                                  | Einzeldenkmale der Sachgesamtheit Pfeilhammer: ehemaliges Hammerwerksgebäude und ein südwestlich über Eck anschließendes Nebengebäude (siehe auch Sachgesamtheitsliste – Obj. 09306095); schlichte, im äußeren Erscheinungsbild leicht überformte Putzbauten von ortsgeschichtlicher und technikgeschichtlicher Bedeutung | 09286572 |
| Direkt Bild zu diesem Denkmal hochladen | Pfeilhammer (Sachgesamtheit)                                              | Pöhla (Karte)                  | 16.–19. Jahrhundert (Hammerwerk)                                                                    | Sachgesamtheit Pfeilhammer mit folgenden Einzeldenkmalen: ehemaliges Hammerwerksgebäude und ein südwestlich über Eck anschließendes Nebengebäude (siehe Einzeldenkmalliste – Obj. 09286572, Am Pfeilhammer 1a), Wohnhaus (siehe Einzeldenkmalliste – Obj. 09286577, Am Pfeilhammer 3) Wohnhaus (mit Sitznischenportal), anschließendes Stallgebäude und winklige Scheune eines ehemaligen Vierseithofes (siehe Einzeldenkmalliste – Obj. 09286636, Am Pfeilhammer 4), ehemaliges Hammerherrenhaus mit südlichem Anbau sowie Einfriedungsmauer (siehe Einzeldenkmalliste – Obj. 09286637, Am Pfeilhammer 5) und Begrenzungshecke (Gartendenkmal), Am Pfeilhammer 6 (kein Einzeldenkmal); ehemaliges Hammerwerk, bemerkenswert erhaltenes Gebäude-Ensemble mit baugeschichtlicher, ortsgeschichtlicher und technikgeschichtlicher Bedeutung | 09306095 |
| Direkt Bild zu diesem Denkmal hochladen | Siegelhof                                                                 | Pöhla (Karte)                  | bezeichnet 1908 (Wetterfahne)                                                                       | Fabrik- und Verwaltungsgebäude (Hauptgebäude); markanter Putzbau von ortsgeschichtlicher und ortsbildprägender Bedeutung | 09286942 |
| Direkt Bild zu diesem Denkmal hochladen | Brücke über das Schwarzwasser, dazu steinerne Befestigung der beiden Ufer | Vorstadt/Bärenackerweg (Karte) | 1574 (Straßenbrücke)                                                                                | Steinbrücke mit zwei gewölbten Bögen und starkem Mittelpfeiler, flussaufwärts mit Eisbrecher, baugeschichtlich und ortsgeschichtlich besonders bedeutendes Zeugnis, darüber hinaus als eine der ältesten Brücken im Westerzgebirge mit Seltenheitswert | 09201756 |
| Direkt Bild zu diesem Denkmal hochladen | Alter Eisenbahntunnel (Eisenbahnstrecke Johanngeorgenstadt-Schwarzenberg) | Vorstadt/Bärenackerweg (Karte) | bezeichnet 1882 (Eisenbahntunnel)                                                                   | Eisenbahntunnel; Tunnel unter dem Schlossberg mit gestalterisch hervorgehobenem Nord- und Südeingang, bedeutendes Denkmal der Verkehrsgeschichte | 09201710 |
| Direkt Bild zu diesem Denkmal hochladen | Alter Eisenbahntunnel (Eisenbahnstrecke Johanngeorgenstadt-Schwarzenberg) | Vorstadt/Bärenackerweg (Karte) | bezeichnet 1882 (Eisenbahntunnel)                                                                   | Eisenbahntunnel; Tunnel unter dem Schlossberg mit gestalterisch hervorgehobenem Nordund Südeingang, bedeutendes Denkmal der Verkehrsgeschichte | 09201710 |
| Direkt Bild zu diesem Denkmal hochladen | Wegestein                                                                 | Vorstadt/Bärenackerweg (Karte) | 19. Jahrhundert (Wegestein)                                                                         | quadratischer Granitstein mit flacher pyramidaler Spitze und Inschrift, von verkehrsgeschichtlicher Bedeutung | 08992397 |
| Direkt Bild zu diesem Denkmal hochladen | Glas-Fabrik (ehem.)                                                       | Vorstadt/Bärenackerweg (Karte) | 1845 (Spinnerei)                                                                                    | Fabrikgebäude einer ehemaligen Kammgarnspinnerei; davor wohl Glasfabrik, markanter viergeschossiger Rechteckbau mit Walmdach, belebt durch Glockenbzw. Uhrturm sowie lange, schmale Dachhechte, mit seiner für das Erzgebirge typischen Bauweise baugeschichtlich bedeutsam, zudem ortsgeschichtlich und sozialgeschichtlich von Wert sowie wichtig für Ortsbild | 09201750 |
| Direkt Bild zu diesem Denkmal hochladen | Herrenmühle; Alte Amtsmühle                                               | Vorstadt/Bärenackerweg (Karte) | 1549 (Getreidemühle); bezeichnet 1714 (Getreidemühle); bezeichnet 1937 (Wetterfahne)                | Mühlengebäude mit technischer Ausstattung; historischer Mühlenstandort, mehrfach umgebaut, baugeschichtlich, ortsgeschichtlich und technikgeschichtlich von Bedeutung | 09201683 |
| Direkt Bild zu diesem Denkmal hochladen | Trafohaus                                                                 | Vorstadt/Bärenackerweg (Karte) | um 1910 (Transformatorenstation)                                                                    | technisches Denkmal, ortsgeschichtliche Relevanz | 09201692 |
| Direkt Bild zu diesem Denkmal hochladen | Kugelhammer; Drahthammer                                                  | Vorstadt/Bärenackerweg (Karte) | bezeichnet 1776 (Hammerwerk)                                                                        | Hammerwerksgebäude in halboffener Bebauung; breit gelagerter, zweigeschossiger Bau mit erhöhtem Mittelteil und Steildächern, winkliger Grundriss (zwei Gebäudeteile), bemerkenswert die noch erkennbaren spätbarocken Portale, in seiner heutigen Form weitgehend von 1776, ortsgeschichtlich, baugeschichtlich und industriegeschichtlich bedeutsam | 09201685 |
| Direkt Bild zu diesem Denkmal hochladen | Kalkofen, später Wohnhaus                                                 | Wildenau/Brückenberg (Karte)   | 1. Hälfte 19. Jahrhundert (Kalkofen); 1905 (Wohnhaus)                                               | ehemaliger über achteckigem Grundriss, bemerkenswertes technisches Denkmal, später mit Wohnhaus überbaut, baugeschichtlich und technikgeschichtlich von Bedeutung | 09201732 |

## Sehmatal
| Bild                                    | Bezeichnung                                        | Lage             | Datierung                                 | Beschreibung | ID       |
| --------------------------------------- | -------------------------------------------------- | ---------------- | ----------------------------------------- | --- | -------- |
| Direkt Bild zu diesem Denkmal hochladen | Wasserwerk Cranzahl                                | Cranzahl (Karte) | 1949–1952 (Wasserwerk)                    | Mehrzweckgebäude eines Wasserwerks; zeittypisches Klinkergebäude, baugeschichtliche und technikgeschichtliche Bedeutung | 08986006 |
| Direkt Bild zu diesem Denkmal hochladen | Bahnhof Neudorf/Erzgeb.                            | Neudorf (Karte)  | 1897 (Bahnhof)                            | Empfangsgebäude (Nr. 6c), Toilettenhäuschen, Güterschuppen (Nr. 6d) und Fernmeldehäuschen eines Bahnhofes; Bestandteil der Schmalspurbahn Cranzahl–Oberwiesenthal, technikgeschichtlich und verkehrsgeschichtlich von Bedeutung | 08985948 |
| Direkt Bild zu diesem Denkmal hochladen | Königlich-Sächsische Meilensteine (Sachgesamtheit) | Neudorf (Karte)  | 2. Hälfte 19. Jahrhundert (Stationsstein) | Meilenstein, später zum Kilometerstein umgearbeitet; verkehrsgeschichtlich von Bedeutung | 08985950 |
| Direkt Bild zu diesem Denkmal hochladen | Bahnhof Kretscham-Rothensehma                      | Neudorf (Karte)  | 1898 (Bahnhof)                            | Bahnhofs-Empfangshäuschen und Wasserkran; alte Ortslage Kretscham-Rothensehma, Bestandteil der Schmalspurbahn Cranzahl–Oberwiesenthal, technisches Denkmal, verkehrsgeschichtlich von Bedeutung                                 | 08985937 |
| Direkt Bild zu diesem Denkmal hochladen | Bahnhof Sehma                                      | Sehma (Karte)    | 1933–1934 (Bahnhof)                       | Empfangsgebäude (mit Anbau) eines Bahnhofs; in sachlicher Formensprache, baugeschichtliche Bedeutung | 08986037 |

## Seiffen/Erzgeb., Kurort
| Bild                                    | Bezeichnung                                                                 | Lage    | Datierung | Beschreibung | ID       |
| --------------------------------------- | --------------------------------------------------------------------------- | ------- | --- | --- | -------- |
| Weitere Bilder                          | Bergbaumonumente Seiffen (Sachgesamtheit)                                   | (Karte) | 1678–1714 (Halde der Grube Altväter); 1678–1749 (Halde der Grube Untere Kieszeche); 1686–1863 (Halde Katharina – Zinnsteinförderung); 1714–1749 (Halde der Grube Toter Mann); 1730–1750 (Halde der Grube Abraham) | Sachgesamtheit Bergbaumonumente Seiffen, mit folgenden Einzeldenkmalen: Hut- und Bethaus der Grube »Zur Reichen Hoffnung« (siehe Einzeldenkmalliste – Obj. 09236552, Bergmannsweg 5), Alte Bergschmiede, gleichzeitig Huthaus der Grube »Vogelsang« (siehe Einzeldenkmalliste – Obj. 09236477, Bergmannsweg 7), ehemaliges Hochfürstliches Schönburgisches Bergamt (siehe Einzeldenkmalliste – Obj. 09236486, Hauptstraße 108) und das Huthaus der Grube »Edler zu Schönberg« (siehe Einzeldenkmalliste – Obj. 09236554, Waldweg 6), dazu als Sachgesamtheitsteile: Halden, Stolln, Schächte, Mundlöcher und Bingen; Gesamtheit aller Reste des Altbergbaus sowie des Wismut-Bergbaus im Gemeindegebiet von Seiffen, gut erhaltene Bergbauanlagenteile von großer historischer, ortsgeschichtlicher und bergbaugeschichtlicher Bedeutung | 09300261 |
| Direkt Bild zu diesem Denkmal hochladen | Heidengraben                                                                | (Karte) | 1669 (Kunstgraben) | Kunstgraben (siehe auch Gemeinde Neuhausen/Erzgeb., ohne Anschrift – Obj. 09305908); alte Ortslage Heidelberg, diente der Zuführung von Aufschlagwasser für die Aufbereitungsanlagen des lokalen Zinnbergbaus sowie in späterer Zeit für mehrere Wasserkraftdrehwerke, damit von großer bergbau- und technikgeschichtlicher sowie orts- und sozialgeschichtlicher Bedeutung | 09301159 |
| Weitere Bilder                          | Fundgrube »Zur Reichen Hoffnung«; Bergbaumonumente Seiffen (Sachgesamtheit) | (Karte) | 18. Jahrhundert oder älter (Huthaus) | Einzeldenkmal der Sachgesamtheit Bergbaumonumente Seiffen: Hut- und Bethaus der Fundgrube »Zur Reichen Hoffnung« (siehe auch Sachgesamtheitsliste – Obj. 09300261); regionalhistorisch bedeutsames Bergbaudenkmal | 09236552 |
| Weitere Bilder                          | Fundgrube »Vogelsang«; Bergbaumonumente Seiffen (Sachgesamtheit)            | (Karte) | 1664 (Bergbauanlage) | Einzeldenkmal der Sachgesamtheit Bergbaumonumente Seiffen: Alte Bergschmiede, gleichzeitig Huthaus der Fundgrube »Vogelsang« (siehe auch Sachgesamtheitsliste – Obj. 09300261); regionalhistorisch bedeutsames Bergbaudenkmal | 09236477 |
| Direkt Bild zu diesem Denkmal hochladen | Ehemalige Küchengerätefabrik (mit Ausstattung)                              | (Karte) | 1912 (Fabrikgebäude) | zeittypischer Industriebau in schlichter Gestaltung, baugeschichtlich und wissenschaftlich von Bedeutung | 09236503 |
| Direkt Bild zu diesem Denkmal hochladen | Wohnhaus, ehemalige Schmelzhütte                                            | (Karte) | vor 1900 (Wohnhaus) | mit Ladeneinbau, Obergeschoss Fachwerk verkleidet, regionalhistorisch bedeutsames Bergbaudenkmal | 09236487 |
| Direkt Bild zu diesem Denkmal hochladen | Spiel- und Holzwarenfabrik S. F. Fischer (ehem.)                            | (Karte) | um 1850 und später (Spielwarenfabrik) | Zwei Produktionsgebäude, Packhaus, Heizhaus, Schornstein und Trockenschuppen einer Spielzeugfabrik; alte Ortslage Oberseiffenbach, vollständig erhaltene Fabrikanlage, in der ursprünglich Baukästen und Legespiele produziert wurden, Firma 1850 gegründet von Samuel Friedrich Fischer, bekannt für ihre Fröbel-Baukästen, technikgeschichtlich und ortsgeschichtlich von hoher Bedeutung | 09236533 |
| Direkt Bild zu diesem Denkmal hochladen | Huthaus »Edler zu Schönberg«; Bergbaumonumente Seiffen (Sachgesamtheit)     | (Karte) | 18. Jahrhundert oder älter (Huthaus) | Einzeldenkmal der Sachgesamtheit Bergbaumonumente Seiffen: Huthaus der Grube »Edler zu Schönberg« (siehe auch Sachgesamtheitsliste – Obj. 09300261); alte Ortslage Heidelberg, regionalhistorisch bedeutsames Bergbaudenkmal | 09236554 |

## Stollberg/Erzgeb., Stadt
| Bild                                    | Bezeichnung                       | Lage                      | Datierung | Beschreibung | ID       |
| --------------------------------------- | --------------------------------- | ------------------------- | --- | --- | -------- |
| Direkt Bild zu diesem Denkmal hochladen | Strumpffabrik Gebr. Ebert (ehem.) | Gablenz (Karte)           | bezeichnet 1925 (Fabrik)                                                                                              | Fabrikgebäude einer Strumpffabrik; zeittypischer Putzbau mit klar gegliederter Fassade, ortsgeschichtlich von Bedeutung | 09229724 |
| Direkt Bild zu diesem Denkmal hochladen | Grabner-Mühle                     | Mitteldorf (Karte)        | 1937–1938 (neues Mühlengebäude und Anbau); bezeichnet 1741 (Wohnstallhaus); bezeichnet 1798 im Innern (Wohnstallhaus) | Mühlenanwesen mit Wohnstallhaus und Mühlengebäude (einschließlich Anbau mit überdachter Rampe); Wohnstallhaus Obergeschoss strebenreiches Fachwerk, Mühlengebäude Putzbau mit verbrettertem Giebel, baugeschichtlich und ortsgeschichtlich von Bedeutung | 09229782 |
| Direkt Bild zu diesem Denkmal hochladen | Städtischer Schlachthof           | Stollberg/Erzgeb. (Karte) | 1899 (Schlachthof) | Schlachthof, Gesamtanlage bestehend aus Schlachthaus mit Turm, im Winkel angebautem Nebengebäude einschließlich Schornstein, Einfriedungsmauer (ehemals eine Gebäudewand) und Hofpflasterung, Schauer und Verwaltungsgebäude (Nr. 7) sowie zwei frei stehende Nebengebäude (Nr. 9); sämtliche Gebäude aus roten Klinkern mit Bruchsteinsockeln, erstaunlich einheitlich erhaltene Anlage, ortsgeschichtlich, technikhistorisch und baugeschichtlich von Bedeutung | 09229751 |

## Stützengrün
| Bild                                    | Bezeichnung | Lage        | Datierung                                                                                     | Beschreibung | ID       |
| --------------------------------------- | --- | ----------- | --------------------------------------------------------------------------------------------- | --- | -------- |
| Direkt Bild zu diesem Denkmal hochladen | Kursächsische Postmeilensäulen (Sachgesamtheit)                                                                              | Hundshübel  | 1725 (Ganzmeilensäule)                                                                        | Postmeilensäule; originale Reste einer Ganzmeilensäule, verkehrsgeschichtlich von Bedeutung | 08957192 |
| Direkt Bild zu diesem Denkmal hochladen | Viadukt Stützengrün | Stützengrün | um 1890 (Viadukt)                                                                             | Zwei Auflager einer Schmalspurbahnbrücke mit befestigten Hanglaufflanken; Reste der bedeutendsten Brückenkonstruktion (Stahlfachwerkbrücke) der Strecke Wilkau-Haßlau–Carlsfeld, von verkehrshistorischer Bedeutung                                                                                                | 08957168 |
| Direkt Bild zu diesem Denkmal hochladen | Trafoturm | Stützengrün | 1912 (Transformatorenstation)                                                                 | Zeugnis der dörflichen Elektrifizierung nach 1900, ortshistorische Bedeutung. | 08957166 |
| Direkt Bild zu diesem Denkmal hochladen | Straßenbrücke über eine ehemalige Schmalspurbahnstrecke                                                                      | Stützengrün | um 1890 (Straßenbrücke)                                                                       | Steinbogenbrücke, Bauwerk von verkehrsgeschichtlicher Relevanz | 08956773 |
| Direkt Bild zu diesem Denkmal hochladen | Konsum-Bürstenfabrik | Stützengrün | 1924–1925 (Verwaltungsgebäude); 1924–1925 (Fabrikgebäude)                                     | Bürstenfabrik mit Produktionsgebäude, Schornstein und Verwaltungsgebäude; erbaut für die Großeinkaufs-Gesellschaft Deutscher Consumvereine (GEG), Hamburg, langgezogene, repräsentative Produktionsstätte von hoher landschaftsbildender, industriehistorischer, baugeschichtlicher und ortshistorischer Bedeutung | 08957173 |
| Direkt Bild zu diesem Denkmal hochladen | Dampfbrauerei C. G. Tippner (ehem.)                                                                                          | Stützengrün | 1. Hälfte 19. Jahrhundert (Nr. 68, Wohnhaus); um 1910 (Nr. 68a, Wohnhaus); um 1910 (Brauerei) | Wohnhaus (Nr. 68), daran angebautes Brauereigebäude und weiteres Wohnhaus (Nr. 68a); alte Ortslage Schädlichhäuser, jüngerer Putzbau vom Reformstil beeinflusst, älteres Wohnhaus mit Fachwerk-Obergeschoss, mit ortsbildprägender und baugeschichtlicher Relevanz                                                 | 08957172 |
| Direkt Bild zu diesem Denkmal hochladen | Sachgesamtheit Königlich-Sächsische Triangulierung („Europäische Gradmessung im Königreich Sachsen“); Station 140 Schönheide | Stützengrün | bezeichnet 1894 (Triangulationssäulen)                                                        | Triangulationssäule; Station 2. Ordnung, bedeutendes Zeugnis der Geodäsie des 19. Jahrhunderts, vermessungsgeschichtlich von Bedeutung | 09305047 |

## Tannenberg
| Bild                                    | Bezeichnung                                                        | Lage                | Datierung                                                                   | Beschreibung | ID       |
| --------------------------------------- | ------------------------------------------------------------------ | ------------------- | --------------------------------------------------------------------------- | --- | -------- |
| Direkt Bild zu diesem Denkmal hochladen | Evans-Fabrik                                                       | Siebenhöfen (Karte) | 1809–1812 (Spinnerei); bezeichnet 1819 (Spinnerei)                          | Ehemalige Spinnmühle (Nr. 33) mit Nebengebäude (Nr. 31); stattlicher Putzbau mit Ecksäulen, eine der ersten Anlagen dieser Art im Erzgebirge, benannt nach dem aus England stammenden Fabrikanten Evan Evans (1765–1844), Begründer der sächsischen Baumwollspinnerei, von baugeschichtlicher, ortshistorischer und industriegeschichtlicher Bedeutung | 08991354 |
| Direkt Bild zu diesem Denkmal hochladen | Baumwoll-Spinnerei und Färberei Carl Ferdinand Höffer (ehem.)      | Tannenberg (Karte)  | ab 1838 (Fabrikgebäude); 1907 (Verwaltungsgebäude); 1910 (Fabrikantenvilla) | Fabrikantenvilla (Nr. 2), Verwaltungsgebäude, Fabrik (Nr. 4) und wassertechnische Anlage (Mühlgraben, Wasserhaus und Wasser-Brücke zur Fabrik) eines Spinnmühlenanwesens; eine der ersten Industriemühlen des Erzgebirges, überörtliche Bedeutung baugeschichtlicher, ortshistorischer und technikgeschichtlicher Art                                  | 08991342 |
| Direkt Bild zu diesem Denkmal hochladen | Elberfelder Glanzstoff-Fabriken, Veredlungswerk Tannenberg (ehem.) | Tannenberg (Karte)  | ab 1927 (Fabrik); ab 1939 (Heizhaus)                                        | Textilfabrik mit Shedhallen (Nr. 43), Verwaltungsgebäude, Toranlage, Heizhaus (Nr. 44) mit Schornstein und Baracke (Nr. 42); überwiegend Klinkerbauten im Stil der Neuen Sachlichkeit, Kunstseiden-Fabrikation, von besonderer ortsgeschichtlicher und baugeschichtlicher Bedeutung                                                                    | 08991318 |
| Direkt Bild zu diesem Denkmal hochladen | Hess-Gut; Lötzschmühle                                             | Tannenberg (Karte)  | 1885 (Wohnstallhaus); 1935 (Silo); nach 1932 (Zufahrtsbrücke)               | Wohnstallhaus, Zufahrtsbrücke über die Zschopau und Silo eines Mühlenanwesens; Wohnstallhaus zeittypischer Putzbau, Hochsiloanlage bestehend aus je einem Rundsilo rechts und links der Zufahrtsbrücke, baugeschichtliche und technikgeschichtliche Bedeutung                                                                                          | 08991317 |
| Direkt Bild zu diesem Denkmal hochladen | Königlich-Sächsische Meilensteine (Sachgesamtheit)                 | Tannenberg (Karte)  | nach 1858 (Ganzmeilenstein)                                                 | Meilenstein; verkehrsgeschichtlich von Bedeutung | 08991352 |
| Direkt Bild zu diesem Denkmal hochladen | Turbine                                                            | Tannenberg (Karte)  | 1938 (Turbine)                                                              | technikgeschichtlich von Bedeutung | 08991340 |
| Direkt Bild zu diesem Denkmal hochladen | Cigarren-Fabrik Balduin Schreiber (ehem.)                          | Tannenberg (Karte)  | bezeichnet 1913 (Fabrik)                                                    | Ehemalige Zigarrenfabrik; aufwändig gestaltete Reformstil-Architektur, baugeschichtliche und ortsgeschichtliche Bedeutung | 08991346 |
| Direkt Bild zu diesem Denkmal hochladen | Oberleitungsmast                                                   | Tannenberg (Karte)  | um 1920 (Freileitungsmast)                                                  | original erhaltenes Zeugnis der Elektrifizierung der Gemeinde, ortsentwicklungsgeschichtlich von Bedeutung | 08991331 |
| Direkt Bild zu diesem Denkmal hochladen | Eisenhammer; Zainhammer                                            | Tannenberg (Karte)  | nach 1850, Kern älter (Hammerwerk)                                          | Ehemaliger Eisenhammer; Putzbau, historisches Industrie- und Handwerksgebäude, teilweise Technik noch vorhanden, bauhistorische und ortsgeschichtliche sowie technikgeschichtliche Bedeutung | 08991332 |

## Thalheim/Erzgeb., Stadt
| Bild                                    | Bezeichnung                           | Lage    | Datierung                                                                        | Beschreibung | ID       |
| --------------------------------------- | ------------------------------------- | ------- | -------------------------------------------------------------------------------- | --- | -------- |
| Direkt Bild zu diesem Denkmal hochladen | Strumpffabrik Gustav Drechsel (ehem.) | (Karte) | 1924, lt. Bauakte (Fabrikgebäude)                                                | Fabrikgebäude (Anschrift: Chemnitzer Straße 40-40c und Kurze Straße 1a); für den Strumpffabrikanten Gustav Drechsel errichteter zeittypischer Bau mit repräsentativ gestalteter, ortsbildprägender Schaufassade zur Straße, Reformstil-Architektur, ortshistorisch und industriegeschichtlich von Bedeutung | 09238278 |
| Direkt Bild zu diesem Denkmal hochladen | Strumpffabrik Müller (ehem.)          | (Karte) | 1906, lt. Bauakte (Strumpffabrik); 1924 erweitert, lt. Bauakte (Strumpffabrik)   | Fabrikgebäude; für Friedrich Viktor Müller errichteter und für den Strumpffabrikanten Paul Müller erweiterter und mit schöner 1920er-Jahre-Putzfassade ansprechend umgestalteter Bau in erhöhter Lage, mit der ehemals zugehörigen Villa (siehe Innere Bergstraße 4) ein zeittypisches Ensemble bildend, bauhistorisch und ortsgeschichtlich, städtebaulich und baukünstlerisch von Bedeutung                                                                    | 09238285 |
| Direkt Bild zu diesem Denkmal hochladen | Gebäude eines Wasserhochbehälters     | (Karte) | um 1905 (Wasserhochbehälter)                                                     | bauhistorische und technikgeschichtliche Bedeutung | 09238288 |
| Direkt Bild zu diesem Denkmal hochladen | Pappenfabrik Clemens Claus (ehem.)    | (Karte) | wohl um 1900 (techn. Anlagen)                                                    | Technische Anlagen einer Papierfabrik (Kugelkocher, Koller, Holländer); historische technische Ausstattungsund Anlagenteile der ehemaligen Papierund Pappenfabrik Clemens Claus, technikgeschichtlich und ortsgeschichtlich von Bedeutung | 09238293 |
| Direkt Bild zu diesem Denkmal hochladen | Litfaßsäule                           | (Karte) | 1. Drittel 20. Jahrhundert (Litfaßsäule)                                         | in bildprägender Lage im Kreuzungsbereich erhaltenes Objekt von stadtgeschichtlicher Bedeutung und hohem ortsgeschichtlichem Erinnerungswert | 09238286 |
| Direkt Bild zu diesem Denkmal hochladen | Strumpffabrik Gustav Drechsel (ehem.) | (Karte) | 1924, lt. Bauakte (Fabrikgebäude)                                                | Fabrikgebäude (Anschrift: Chemnitzer Straße 40-40c und Kurze Straße 1a); für den Strumpffabrikanten Gustav Drechsel errichteter zeittypischer Bau mit repräsentativ gestalteter, ortsbildprägender Schaufassade zur Straße, Reformstil-Architektur, ortshistorisch und industriegeschichtlich von Bedeutung | 09238278 |
| Direkt Bild zu diesem Denkmal hochladen | Wiesenmühle                           | (Karte) | bezeichnet 1838 (Mühle)                                                          | Mühle (mit erhaltener technischer Ausstattung), Müllerwohnhaus, Seitengebäude, Mühlgraben, Gartenpavillon und drei Hofbäume eines Mühlendreiseithofes; alte Ölmühle mit erhaltener technischer Ausstattung, mit Umfeld und Technik weitgehend authentisch erhaltenes Ensemble von Fachwerkbauten in ortsbildprägender Auenlage, letzte erhaltene von ehemals acht Mühlen im Ort, regionalgeschichtlich, technikgeschichtlich und ortsgeschichtlich von Bedeutung | 09238302 |
| Direkt Bild zu diesem Denkmal hochladen | Strumpffabrik Wilhelm Rudolph (ehem.) | (Karte) | bezeichnet 1901 (Wohnhaus); 1923–1924 (Strumpffabrik); 1924 (Fabrikgebäude, Ost) | Fabrikanten-Wohnhaus (Nr. 11) in offener Bebauung und Fabrikgebäude (Nr. 11a, östlicher Abschnitt) im Hof, mit Toranlage und Einfriedung; für den Strumpffabrikanten W. Rudolph errichtete, ansprechend gestaltete jeweils zeittypische Putzbauten, Teile eines gewachsenen kompakten Ensembles in zentraler Ortslage, baugeschichtlich und ortsgeschichtlich von Bedeutung                                                                                      | 09238246 |
| Direkt Bild zu diesem Denkmal hochladen | Litfaßsäule                           | (Karte) | 1. Drittel 20. Jahrhundert (Litfaßsäule)                                         | in ortsbildprägender Lage erhaltenes Objekt von stadtgeschichtlicher Bedeutung und hohem ortsgeschichtlichem Erinnerungswert | 09238287 |
| Direkt Bild zu diesem Denkmal hochladen | Strumpffabrik O. Görner jr. (ehem.)   | (Karte) | 1905, lt. Bauakte (Fabrikgebäude)                                                | Fabrikgebäude; für den Strumpffabrikanten Görner errichteter, zu den stattlichsten Gebäuden des Ortes zählender Fabrikbau in zentraler Lage, ansprechender Gestaltung und in gutem Originalzustand, industriebauhistorisch und ortsgeschichtlich sowie städtebaulich von Bedeutung | 09238226 |

## Thermalbad Wiesenbad
| Bild                                    | Bezeichnung                                     | Lage                                      | Datierung | Beschreibung | ID       |
| --------------------------------------- | ----------------------------------------------- | ----------------------------------------- | --- | --- | -------- |
| Direkt Bild zu diesem Denkmal hochladen | Eisenbahnbrücke                                 | Neundorf (Karte)                          | 1864 (Eisenbahnbrücke) | technikgeschichtlich von Bedeutung | 08967486 |
| Direkt Bild zu diesem Denkmal hochladen | Kalter Muff                                     | Neundorf (Karte)                          | 17./18. Jahrhundert (Halde) | Halde; bergbaugeschichtlich und technikgeschichtlich von Bedeutung | 08967495 |
| Direkt Bild zu diesem Denkmal hochladen | Kursächsische Postmeilensäulen (Sachgesamtheit) | Schönfeld (Karte)                         | bezeichnet 1723 (Viertelmeilenstein) | Postmeilensäule; Viertelmeilenstein, verkehrsgeschichtlich von Bedeutung | 08967510 |
| Direkt Bild zu diesem Denkmal hochladen | Turbinenhaus                                    | Thermalbad Wiesenbad (Karte)              | 1. Hälfte 20. Jahrhundert (Turbinenhaus) | technikgeschichtlich von Bedeutung | 08967576 |
| Direkt Bild zu diesem Denkmal hochladen | Großer Riss                                     | Thermalbad Wiesenbad (Karte)              | 16./17. Jahrhundert (Bergbauanlage) | Binge und Halde „Großer Riss“; bergbaugeschichtlich und ortsgeschichtlich von Bedeutung | 08967494 |
| Direkt Bild zu diesem Denkmal hochladen | Straßenbrücke                                   | Thermalbad Wiesenbad (Karte)              | Ende 19. Jahrhundert (Straßenbrücke) | Bruchstein-Bogenbrücke, baugeschichtlich von Bedeutung | 08967490 |
| Weitere Bilder                          | Himmelmühle                                     | Himmelmühle, Thermalbad Wiesenbad (Karte) | historisch ab 16. Jahrhundert (Mühle); 2. Hälfte 19. Jahrhundert (Wohnhaus); um 1860 (Herrenhaus); 2. Hälfte 19. Jahrhundert (Gasthaus); um 1860 (Remise) | Herrenhaus (Nr. 12), Wohnhaus (Nr. 3), Remise (neben Nr. 3), Gasthaus (Nr. 5), Nebengebäude (Nr. 14), zwei Fabrikgebäude, Schornstein und Mühlgraben eines ehemaligen Mühlenanwesens; baugeschichtlich, regionalgeschichtlich und technikgeschichtlich von Bedeutung | 08967489 |
| Direkt Bild zu diesem Denkmal hochladen | Bahnwärterhaus mit Nebengebäude                 | Thermalbad Wiesenbad (Karte)              | 2. Hälfte 19. Jahrhundert (Bahnwärterhaus) | eisenbahngeschichtlich von Bedeutung | 08967579 |
| Direkt Bild zu diesem Denkmal hochladen | Bahnhof Wiesenbad                               | Thermalbad Wiesenbad (Karte)              | 1905 (Empfangsgebäude) | Empfangsgebäude, Fußgängerbrücke über Wassergraben, Bahnsteighalle und Garage eines Bahnhofs; baugeschichtliche, eisenbahngeschichtliche und technikgeschichtliche Bedeutung                                                                                         | 08967573 |
| Direkt Bild zu diesem Denkmal hochladen | Fußgängerbrücke über eine Eisenbahnstrecke      | Wiesa (Karte)                             | vermutlich 1866 (Fußgängerbrücke) | Bruchsteinbogenbrücke, baugeschichtlich von Bedeutung | 08967558 |
| Direkt Bild zu diesem Denkmal hochladen | Straßenbrücke über die Zschopau                 | Wiesa (Karte)                             | 19. Jahrhundert (Straßenbrücke) | baugeschichtlich von Bedeutung | 08967506 |
|                                         | Eisenbahnbrücke                                 | Wiesa (Karte)                             | 1864 (Eisenbahnbrücke) | Bruchsteinbogenbrücke, baugeschichtlich von Bedeutung | 09306231 |
| Weitere Bilder                          | Klemm-Mühle                                     | Wiesa (Karte)                             | Mitte 19. Jahrhundert (Mühle) | Wohnmühlenhaus und Produktionsgebäude eines Mühlenanwesens, mit Mühlgraben; zentrale Lage, baugeschichtlich und ortsgeschichtlich von Bedeutung | 08967551 |
|                                         | Eschebrücke                                     | Wiesa (bei Talstraße 10) (Karte)          | 1930er Jahre (Straßenbrücke) | Straßenbrücke über die Zschopau; Bruchstein-Bogenbrücke, baugeschichtlich von Bedeutung | 08967550 |

## Thum, Stadt
| Bild                                    | Bezeichnung                                        | Lage              | Datierung                          | Beschreibung | ID       |
| --------------------------------------- | -------------------------------------------------- | ----------------- | ---------------------------------- | --- | -------- |
| Direkt Bild zu diesem Denkmal hochladen | Kalkwerk Herold (Sachgesamtheit)                   | Herold (Karte)    | bezeichnet 1852 (Kalkwerk)         | Einzeldenkmale der Sachgesamtheit Kalkwerk Herold: zwei Kalköfen und Nebengebäude (Nr. 9), Mundloch mit integriertem Kalkofen, Stützmauer und Huthaus (Nr. 8) – (siehe auch Sachgesamtheit Kalkwerk Herold – Obj. 09300458); technikhistorische und ortsgeschichtliche Relevanz, Seltenheitswert                                                                          | 09247911 |
| Direkt Bild zu diesem Denkmal hochladen | Kalkwerk Herold (Sachgesamtheit)                   | Herold (Karte)    | bezeichnet 1852 (Kalkwerk)         | Sachgesamtheit Kalkwerk Herold, mit folgenden Einzeldenkmalen: zwei Kalköfen und Nebengebäude (Nr. 9), Mundloch mit integriertem Kalkofen, Stützmauer und Huthaus (Nr. 8) – (siehe Einzeldenkmalliste – Obj. 09247911), mit folgenden Sachgesamtheitsteilen: weitere Gebäude (Nr. 10) des Kalkwerkes; technikhistorische und ortsgeschichtliche Relevanz, Seltenheitswert | 09300458 |
| Direkt Bild zu diesem Denkmal hochladen | Lokschuppen des ehemaligen Herolder Bahnhofs       | Herold (Karte)    | um 1886 (Bahnbetriebsanlage)       | eisenbahngeschichtlich von Bedeutung | 09247928 |
| Direkt Bild zu diesem Denkmal hochladen | Bahnhof Herold                                     | Herold (Karte)    | 1886 (Empfangsgebäude)             | Empfangsgebäude (mit angebautem Güterschuppen) sowie Toilettenhäuschen eines ehemaligen Bahnhofs; ortsgeschichtliche und verkehrsgeschichtliche Bedeutung | 09247926 |
| Direkt Bild zu diesem Denkmal hochladen | Königlich-Sächsische Meilensteine (Sachgesamtheit) | Herold (Karte)    | 1865 (Ganzmeilenstein)             | Meilenstein; verkehrsgeschichtlich von Bedeutung | 09247916 |
| Direkt Bild zu diesem Denkmal hochladen | Bahnhof Jahnsbach                                  | Jahnsbach (Karte) | 1911 (Empfangsgebäude)             | Empfangsgebäude, Toilettenhäuschen und Güterschuppen eines ehemaligen Bahnhofs; von ortsgeschichtlicher und verkehrsgeschichtlicher Bedeutung | 09247935 |
| Direkt Bild zu diesem Denkmal hochladen | Königlich-Sächsische Meilensteine (Sachgesamtheit) | Jahnsbach (Karte) | 1865 (Meilenstein)                 | Meilenstein; verkehrsgeschichtlich von Bedeutung | 09306072 |
| Direkt Bild zu diesem Denkmal hochladen | Thumer Sand                                        | Thum (Karte)      | 15. Jahrhundert (Bergbau)          | Bergbau-Seifengebiet (Zinnerzbergbau); eines der größten zusammenhängenden Zinnseifengebiete Deutschlands, bergbauhistorisch von Bedeutung | 09247887 |
| Direkt Bild zu diesem Denkmal hochladen | Kursächsische Postmeilensäulen (Sachgesamtheit)    | Thum (Karte)      | bezeichnet 1727 (Postdistanzsäule) | Postmeilensäule; Kopie einer Distanzsäule, verkehrsgeschichtlich von Bedeutung | 09247892 |

## Wolkenstein, Stadt
| Bild                                    | Bezeichnung                                                                                      | Lage                  | Datierung                                                                                         | Beschreibung | ID       |
| --------------------------------------- | ------------------------------------------------------------------------------------------------ | --------------------- | ------------------------------------------------------------------------------------------------- | --- | -------- |
| Direkt Bild zu diesem Denkmal hochladen | Straßenbrücke über die Zschopau (siehe auch Gemeinde Großolbersdorf, Heidelbach – Obj. 09305379) | Floßplatz (Karte)     | Mitte 19. Jahrhundert (Straßenbrücke)                                                             | Bruchstein-Bogenbrücke, baugeschichtlich und technikgeschichtlich von Bedeutung | 09207708 |
| Direkt Bild zu diesem Denkmal hochladen | Wegestein                                                                                        | Floßplatz (Karte)     | Ende 19. Jahrhundert (Wegestein)                                                                  | kleiner Obelisk von verkehrsgeschichtlicher Bedeutung | 09247868 |
| Direkt Bild zu diesem Denkmal hochladen | Straßenbrücke über das Tal der Zschopau                                                          | Floßplatz (Karte)     | um 1930 (Straßenbrücke)                                                                           | Steinbogenbrücke, baugeschichtlich und technikgeschichtlich von Bedeutung | 09206921 |
| Direkt Bild zu diesem Denkmal hochladen | Haldenzug Palmbaum; Halde Palmbaum; Halde Palmzweig                                              | Gehringswalde (Karte) | vor 1400 (Halde)                                                                                  | Haldenzug Palmbaum u. a. mit den Halden Palmzweig und Palmbaum; bedeutendes bergbauhistorisches Denkmal, technikgeschichtlich von Bedeutung                                                                 | 09206776 |
| Direkt Bild zu diesem Denkmal hochladen | Felber-Stolln-Schacht                                                                            | Gehringswalde (Karte) | 16. Jahrhundert (Schacht)                                                                         | Schacht auf dem Felber-Stolln; mit korbbogenartiger Gewölbeausmauerung im Schacht, bergbaugeschichtlich und technikgeschichtlich von Bedeutung                                                              | 09206887 |
| Direkt Bild zu diesem Denkmal hochladen | Straßenbrücke über den Hüttenbach                                                                | Gehringswalde (Karte) | bezeichnet 1829 (Straßenbrücke)                                                                   | Steinbogenbrücke mit ausschwingendem Mittelpfeiler und partieller Steinbrüstung, trotz Modernisierung authentisches Zeugnis der Verkehrsgeschichte, baugeschichtlich und technikgeschichtlich von Bedeutung | 09206927 |
| Direkt Bild zu diesem Denkmal hochladen | Königlich-Sächsische Meilensteine (Sachgesamtheit)                                               | Heinzebank (Karte)    | um 1860 (Meilenstein)                                                                             | Meilenstein; zum Kilometerstein umgearbeitet, Zeugnis der Verkehrsgeschichte | 09300318 |
|                                         | Königlich-Sächsische Meilensteine (Sachgesamtheit)                                               | Hilmersdorf (Karte)   | nach 1858 (Halbmeilenstein)                                                                       | Meilenstein; Halbmeilenstein, von verkehrsgeschichtlicher Bedeutung | 09206905 |
| Direkt Bild zu diesem Denkmal hochladen | Huthaus des Dreibrüderschachtes und Bergschmiede im Wald                                         | Hilmersdorf (Karte)   | 1853/1854 (Kernbau)                                                                               | als größtes Huthaus des Reviers Zeugnis des erzgebirgischen Bergbaus, von ortsgeschichtlicher und baugeschichtlicher Bedeutung                                                                              | 09206920 |
| Direkt Bild zu diesem Denkmal hochladen | Königlich-Sächsische Meilensteine (Sachgesamtheit)                                               | Schönbrunn (Karte)    | nach 1858 (Meilenstein)                                                                           | Meilenstein; später Abzweigstein, verkehrsgeschichtlich von Bedeutung | 09206902 |
| Direkt Bild zu diesem Denkmal hochladen | Bahnhof Wolkenstein; Zschopautalbahn; Preßnitztalbahn                                            | Schönbrunn            | um 1880 (Empfangsgebäude)                                                                         | Empfangsgebäude, Bahnsteigüberdachung und Treppeneinhausung des Bahnhofes Wolkenstein; verkehrshistorisch bemerkenswerter Bau im Rundbogenstil                                                              | 09206818 |
| Direkt Bild zu diesem Denkmal hochladen | Kursächsische Postmeilensäulen (Sachgesamtheit)                                                  | Schönbrunn (Karte)    | bezeichnet 1724 (Ganzmeilensäule)                                                                 | Postmeilensäule; Ganzmeilensäule, verkehrshistorische Bedeutung | 09206848 |
| Direkt Bild zu diesem Denkmal hochladen | Zschopaubrücke                                                                                   | Schönbrunn (Karte)    | bezeichnet 1770 (Straßenbrücke)                                                                   | Straßenbrücke über die Zschopau, mit Wappenstein; baugeschichtlich, verkehrsgeschichtlich und landschaftsgestaltend von Bedeutung                                                                           | 09206844 |
| Direkt Bild zu diesem Denkmal hochladen | Heilquelle; Knappschafts-Kurklinik                                                               | Warmbad               | im 14. Jahrhundert entdeckt (Quellenanlage); 1861 eingeweiht (Quellenanlage)                      | Quellenanlage; Heilquelle mit Stolln und Lichtschächten, Quelle mit Resten der alten Wasserkunst, ortsgeschichtlich und technikgeschichtlich von Bedeutung                                                  | 09206913 |
| Direkt Bild zu diesem Denkmal hochladen | Hüttenmühle                                                                                      | Warmbad (Karte)       | bezeichnet 1836 (altes Wohnhaus); 1910–1915 (neues Wohnhaus); 1. Hälfte 19. Jahrhundert (Scheune) | Zwei Wohnhäuser und Scheune der Hüttenmühle; älteres Wohnhaus mit Fachwerk-Obergeschoss, baugeschichtlich, ortsgeschichtlich und landschaftsprägend von Bedeutung                                           | 09206943 |
| Direkt Bild zu diesem Denkmal hochladen | Hilfe-Gottes-Stolln                                                                              | Wolkenstein (Karte)   | 16. Jahrhundert (Mundloch)                                                                        | Mundloch des Hilfe-Gottes-Stollns; bergbauhistorische Bedeutung | 09206884 |
| Direkt Bild zu diesem Denkmal hochladen | Junger-Segen-Gottes-Stolln                                                                       | Wolkenstein (Karte)   | 16. Jahrhundert (Mundloch)                                                                        | Mundloch des Jungen-Segen-Gottes-Stollns; bergbauhistorische Bedeutung | 09206886 |
| Direkt Bild zu diesem Denkmal hochladen | Neuglücker Stolln                                                                                | Wolkenstein (Karte)   | ab 1557 (Mundloch)                                                                                | Mundloch des Neuglücker Stollns; bergbauhistorische Bedeutung | 09206885 |
| Direkt Bild zu diesem Denkmal hochladen | Wasserwerk Wolkenstein                                                                           | Wolkenstein (Karte)   | um 1905 (Wasserwerk)                                                                              | Hochbehälter des Wasserwerkes; in Jugendstilformen, von orts- und technikgeschichtlicher Bedeutung | 09206919 |
| Direkt Bild zu diesem Denkmal hochladen | St. Johannes Tagesschacht                                                                        | Wolkenstein (Karte)   | ab 1538 (Schacht)                                                                                 | Schachtanlage des ehemaligen Johannesstollns; bergbauhistorische Bedeutung | 09206916 |
| Direkt Bild zu diesem Denkmal hochladen | Zschopaubrücke                                                                                   | Wolkenstein (Karte)   | bezeichnet 1770 (Straßenbrücke)                                                                   | Straßenbrücke über die Zschopau, mit Wappenstein; baugeschichtlich, verkehrsgeschichtlich und landschaftsgestaltend von Bedeutung                                                                           | 09206844 |
| Direkt Bild zu diesem Denkmal hochladen | Kursächsische Postmeilensäulen (Sachgesamtheit)                                                  | Wolkenstein (Karte)   | bezeichnet 1724 (Viertelmeilenstein)                                                              | Postmeilensäule; Viertelmeilenstein, verkehrshistorische Bedeutung | 09206815 |
| Direkt Bild zu diesem Denkmal hochladen | Knopffabrik Göbel (ehem.)                                                                        | Wolkenstein (Karte)   | um 1910 (Fabrik)                                                                                  | Ehemalige Knopffabrik; stattliches Fabrikgebäude mit Reformstilelementen aus der Zeit um 1910, baugeschichtlich, ortsgeschichtlich und technikgeschichtlich von Bedeutung                                   | 09206803 |
| Direkt Bild zu diesem Denkmal hochladen | Kursächsische Postmeilensäulen (Sachgesamtheit)                                                  | Wolkenstein (Karte)   | bezeichnet 1730 (Postdistanzsäule)                                                                | Postmeilensäule; Kopie einer Distanzsäule, verkehrshistorische Bedeutung | 09206751 |
| Direkt Bild zu diesem Denkmal hochladen | Tropper Stolln                                                                                   | Wolkenstein (Karte)   | 18. Jahrhundert (Mundloch)                                                                        | Mundloch des Tropper Stollns; bergbauhistorische Bedeutung | 09206847 |

## Zschopau, Stadt
| Bild                                    | Bezeichnung                                                                             | Lage                    | Datierung | Beschreibung | ID       |
| --------------------------------------- | --------------------------------------------------------------------------------------- | ----------------------- | --- | --- | -------- |
|                                         | Aquädukt über den Krumhermersdorfer Bach und Wasserhäuschen                             | Krumhermersdorf (Karte) | 1905–1907 (Aquädukt) | imposante Wasserbaubrücke, baugeschichtlich, technikgeschichtlich und ortsbildprägend von Bedeutung, dient der Trinkwasserzuführung von den Neunzehnhainer Talsperren nach Chemnitz | 08964717 |
| Direkt Bild zu diesem Denkmal hochladen | Straßenbrücke (am Bahnhof) über die Zschopau                                            | Wilischthal (Karte)     | um 1865 (Straßenbrücke) | in Bruchstein gemauerter Brückenbau, zwei niedrige Segmentbögen auf in Flussmitte angeordnetem Pfeiler, baugeschichtlich und technikgeschichtlich von Bedeutung | 08961753 |
|                                         | Straßenbrücke über die Zschopau und über eine Eisenbahnstrecke                          | Wilischthal (Karte)     | um 1910 (Straßenbrücke) | imponierende, weit gespannte Bogenbrücke, Entlastungsbögen in den Zwickeln, markante Rustika, Originalgeländer, baugeschichtlich, technikgeschichtlich und straßenbildprägend von Bedeutung | 08961756 |
| Direkt Bild zu diesem Denkmal hochladen | Wegestein                                                                               | Wilischthal (Karte)     | um 1870 (Wegestein) | dreiseitiger, halbrund abschließender Stein mit Wegweisern an einer Straßengabelung | 08961754 |
|                                         | Schmalspurbahn Wilischthal-Thum                                                         | Wilischthal (Karte)     | um 1885 (Eisenbahnbrücke) | Eisenbahnbrücke der Wilischthaler Schmalspurbahn über die Zschopau; bemerkenswertes Brückenbauwerk, Stahlfachwerkträger auf in Flussmitte angeordnetem Rundpfeiler, baugeschichtlich, technikgeschichtlich und ortsgeschichtlich von Bedeutung | 08961752 |
|                                         | Straßenbrücke über die Wilisch                                                          | Wilischthal (Karte)     | um 1910 (Straßenbrücke) | einfache Segmentbogenbrücke mit markanter Rustika, Originalgeländer, baugeschichtlich und technikgeschichtlich von Bedeutung | 08961755 |
| Direkt Bild zu diesem Denkmal hochladen | Königlich-Sächsische Meilensteine (Sachgesamtheit)                                      | Zschopau                | 2. Hälfte 19. Jahrhundert (Stationsstein); um 1900 (Kilometerstein) | Meilenstein, zum Kilometerstein umgearbeitet; Stationsstein, verkehrsgeschichtliche Bedeutung | 09300720 |
| Direkt Bild zu diesem Denkmal hochladen | Baumwollspinnerei Oehme (ehem.)                                                         | Zschopau (Karte)        | 1826 (Spinnerei); 1830–1831 (Wohnhaus) | Hauptgebäude mit Anbau, Maschinenraum und Schornstein sowie Wohngebäude einer Spinnerei einschließlich Brücke über den Mühlgraben und Ausfluss des Mühlgrabens in die Zschopau; bemerkenswerte, historisch gewachsene Industrieanlage, eine der frühen Gewerbegründungen in der Stadt, Gründungsphase vertreten durch das in wesentlichen Teilen erhaltene Wohngebäude, Expansionsphase durch das breitgelagerte, viergeschossige Hauptgebäude, baugeschichtlich und technikgeschichtlich von Bedeutung                    | 08961751 |
| Direkt Bild zu diesem Denkmal hochladen | Firma Winkler (ehem.); Metallbau Korsche                                                | Zschopau (Karte)        | um 1910 (Strumpffabrik) | Fabrik; qualitätvoller, sehr regelmäßig gegliederter Fabrikbau, eine der ehemals für die Zschopauer Industrie typischen Strumpffabriken, baugeschichtlich und ortsgeschichtlich von Bedeutung | 08961484 |
| Direkt Bild zu diesem Denkmal hochladen | Bahnhof Zschopau                                                                        | Zschopau (Karte)        | um 1865 (Empfangsgebäude) | Empfangsgebäude, Bahnsteigüberdachung, Treppeneinhausung und Güterabfertigung des Bahnhofs Zschopau; gut erhaltenes spätklassizistisches Bahnhofsgebäude sowie traditionalistischer Bau für Güterabfertigung mit markanten biedermeierlichen Motiven, Bahnhof verdankt seine Lage der benachbarten Bodemerschen Spinnerei, baugeschichtlich, eisenbahngeschichtlich und technikgeschichtlich von Bedeutung | 08961661 |
|                                         | Eisenbahnbrücke über die Zschopau mit flankierender Böschungsmauer                      | Zschopau (Karte)        | um 1865 (Eisenbahnbrücke) | in Bruchstein gemauerter Brückenbau, Pfeiler in Flussmitte trägt weit gespannte Segmentbögen, baugeschichtlich und technikgeschichtlich von Bedeutung | 08961742 |
| Direkt Bild zu diesem Denkmal hochladen | Bahnwärterhaus zwischen zwei Zschopaubrücken                                            | Zschopau (Karte)        | letztes Drittel 19. Jahrhundert (Bahnwärterhaus) | einfacher, unverändert erhaltener Funktionsbau zur Überwachung der Bahnlinie an den Zschopaubrücken, originales Glockengehäuse, Funktionszusammenhang mit Eisenbahnbrücken, eisenbahngeschichtlich von Bedeutung | 08961748 |
| Direkt Bild zu diesem Denkmal hochladen | Eisenbahnbrücke über die Zschopau mit flankierender Böschungsmauer                      | Zschopau (Karte)        | um 1865 (erste Brücke); um 1930 (Stahlbalkenbrücke) | charakteristischer Umbau einer Segmentbogenbrücke unter Hinzufügung eines weiteren Pfeilers, das den Fluss überspannende Joch mit gekrümmtem Unterzug in Stahlfachwerk, baugeschichtlich und technikgeschichtlich von Bedeutung | 08961745 |
| Direkt Bild zu diesem Denkmal hochladen | Wohnmühlenhaus                                                                          | Zschopau (Karte)        | letztes Drittel 19. Jahrhundert (Mühle) | stattlicher, weitestgehend original erhaltener Mühlenbau mit Wasserkraftnutzung, baugeschichtlich und technikgeschichtlich von Bedeutung | 08961750 |
|                                         | Mafrasa Textilwerke (Marschel Frank Sachs AG)                                           | Zschopau (Karte)        | Ende 19. Jahrhundert (Textilindustrie); um 1900 (Schütz) | Spinnerei mit Fabrikgebäude (Nr. 58a, 58 g), Verwaltungsgebäude (Nr. 58b), ehemaligen Pferdeställen (Nr. 58d, 58e, 58f), vorgelagertem Garten und überdachtem Schütz am Mühlgraben; bemerkenswerte, auf historischem Mühlengelände angesiedelte Fabrikanlage, dominierendes Fertigungsgebäude, anspruchsvoll gestaltetes Verwaltungsgebäude mit neobarocken Stilformen, in unmittelbarer Nähe zum historischen Stadtkern, baugeschichtlich und technikgeschichtlich von Bedeutung                                          | 08961496 |
|                                         | Tiefer Erbstolln; Froher Hoffnungsstolln; Heilige Dreifaltigkeit Fundgrube              | Zschopau (Karte)        | 15./16. Jahrhundert (Stollen) | Stollnmundlöcher, Halde und Entwässerungsvorrichtungen entlang des südöstlichen Ufers der Zschopau; wichtige Zeugnisse des historischen Zschopauer Bergbaus | 08961741 |
| Direkt Bild zu diesem Denkmal hochladen | Bleiche am Alten Siechen                                                                | Zschopau (Karte)        | 2. Drittel 18. Jahrhundert, Altbau Nr. 4 (Bleiche); 19. Jahrhundert, Neubau Nr. 2 (Bleiche); um 1910, im Kern wohl älter (Wohnhaus); 19. Jahrhundert (Brücke); 19. Jahrhundert (Straßenbrücke) | Bleiche mit Altbau (Nr. 4), Neubau (Nr. 2), Wohnhaus (Nr. 6), ehemaligem Bleichgarten mit Zugangsbrücke und Brücke über den Mühlgraben; historisch bedeutsamer Gewerbekomplex in markanter Lage, Garten wichtig als Gelände der ehemaligen Bleiche, baugeschichtlich, ortsgeschichtlich und technikgeschichtlich von Bedeutung | 08961740 |
|                                         | Zschopaubrücke                                                                          | Zschopau (Karte)        | 1813–1814 (Straßenbrücke); 1932 (Brückendenkmal) | Brücke über die Zschopau mit anschließendem, zur Stadt emporführendem Viadukt und Brückendenkmal; wertvoller historischer Brückenbau, der in zwei Bögen die Zschopau überspannt, markanter, halbrund verstärkter Mittelpfeiler, baugeschichtlich, stadtbildprägend und technikgeschichtlich von Bedeutung | 08961492 |
| Direkt Bild zu diesem Denkmal hochladen | Zschopauer Motorenwerke J. S. Rasmussen (DKW); später VEB Motorradwerk Zschopau (MZ)    | Zschopau (Karte)        | um 1915 (Gebäude 6); 1925 (Gebäude 7, 8, 9, 14) | Fabrik mit mehrgeschossigen Produktionsgebäuden (6, 7, 9, 14) und Verwaltungsgebäude 8; einer der industriegeschichtlich bedeutendsten Werkkomplexe in Zschopau, architektonisch bemerkenswerte Bauten des Chemnitzer Industriearchitekten Willy Schönefeld in den sachlichen Formen des Neuen Bauens, baugeschichtlich, ortsgeschichtlich und technikgeschichtlich von Bedeutung | 08961663 |
| Direkt Bild zu diesem Denkmal hochladen | Ehemaliges Spinnereigebäude mit vorgelagertem Garten (Gartendenkmal) und Gartenhäuschen | Zschopau (Karte)        | bezeichnet 1837 und 1838 (Spinnerei); um 1880 (Gartenhaus) | imposanter dreigeschossiger Fabrikbau herrschaftlichen Charakters, Mittelrisalit mit Tympanon, Originaltür, baugeschichtlich und ortsgeschichtlich von Bedeutung | 08961489 |
|                                         | Eisenbahnbrücke über die Zschopau mit flankierenden Böschungsmauern                     | Zschopau (Karte)        | um 1865 (Eisenbahnbrücke) | beeindruckendes, in Bruchstein gemauertes Brückenbauwerk, Pfeiler in Flussmitte trägt zwei weit gespannte Segmentbögen, baugeschichtlich und technikgeschichtlich von Bedeutung | 08961739 |
| Direkt Bild zu diesem Denkmal hochladen | Bodemerhaus; Kutscherhaus                                                               | Zschopau (Karte)        | 1805 (Manufaktur) | Manufakturbzw. Fabrikgebäude, dazugehöriges Kutscherhaus, Scheune und Garten; repräsentativer Gewerbebau, Risalitgliederung mit spätbarocken Formmotiven, Haupt- und Nebengebäude durch analog gegliederte Mansardwalmdächer zusammengefasst, bedeutsam als Gründungsbau der industriellen Entwicklung in Zschopau, baugeschichtlich und technikgeschichtlich von Bedeutung | 08961493 |
| Direkt Bild zu diesem Denkmal hochladen | Zschopauer Baumwollspinnerei (Bodemer)                                                  | Zschopau (Karte)        | 1. Hälfte 19. Jahrhundert, (Textilindustrieanlagenteil); 1879 (Wehr) | Spinnerei mit Fabrikgebäuden (aus zwei Bauphasen), Remisengebäude, Transformatorenhaus, Treppe zum Bahnhof, Verwaltungsgebäude und Wehr in der Zschopau; industriegeschichtlich bedeutendster Komplex in Zschopau, verbunden mit dem Namen der Industriellenfamilie Bodemer, beeindruckende Gesamtanlage, qualitätvolle Bauteile, Ablesbarkeit der Entwicklung, überwiegend original erhalten, Wehr nach eigenem Entwurf Johann Georg Bodemers, baugeschichtlich, ortsgeschichtlich und technikgeschichtlich von Bedeutung | 08961662 |
| Direkt Bild zu diesem Denkmal hochladen | Eisenbahnbrücke über die Zschopau mit flankierenden Böschungsmauern                     | Zschopau (Karte)        | um 1865 (Eisenbahnbrücke) | in Bruchstein gemauerte Segmentbogenbrücke auf in Flussmitte angeordnetem Pfeiler, baugeschichtlich und technikgeschichtlich von Bedeutung | 08961743 |
| Direkt Bild zu diesem Denkmal hochladen | Zschopautalbahn; Eisenbahnstrecke Annaberg-Buchholz unt Bf – Flöha                      | Zschopau (Karte)        | um 1865 (Brücke) | Brücke über die Eisenbahn unterhalb der Waldkirchener Straße; tunnelartige Unterführung von hufeisenförmigem Querschnitt, verkehrsgeschichtlich und baugeschichtlich von Bedeutung | 08961746 |
| Direkt Bild zu diesem Denkmal hochladen | Königlich-Sächsische Meilensteine (Sachgesamtheit)                                      | Zschopau (Karte)        | 2. Hälfte 19. Jahrhundert (Stationsstein) | Meilenstein, zum Kilometerstein umgearbeitet; Stationsstein, verkehrsgeschichtlich von Bedeutung | 09300719 |
|                                         | Aquädukt über die Zschopau                                                              | Zschopau (Karte)        | 1905–1907 (Aquädukt) | in fünf Bögen die Zschopau überspannende Wasserleitung, steinverkleidet, Teil der Chemnitzer Wasserversorgung, baugeschichtlich und technikgeschichtlich von Bedeutung | 08961747 |
| Direkt Bild zu diesem Denkmal hochladen | Alte Brauerei                                                                           | Zschopau (Karte)        | 1864 (Brauerei) | Brauerei mit Böschungsmauer und Einfriedung; sehr markanter kleinstädtischer Brauereibau mit bemerkenswerten baulichen Resten der Brauereiausstattung, von industrie-, technik- und stadtgeschichtlichem Interesse als frühes Beispiel kleinstädtischen industriellen Brauens | 08961676 |

## Zschorlau
| Bild                                    | Bezeichnung | Lage                   | Datierung | Beschreibung | ID       |
| --------------------------------------- | --- | ---------------------- | --- | --- | -------- |
| Direkt Bild zu diesem Denkmal hochladen | Straßenbrücke über die Zwickauer Mulde, den Floßgraben und eine Bahnlinie                                         | Albernau (Karte)       | 2. Hälfte 19. Jahrhundert (Straßenbrücke)                                                                                   | Steinbogenbrücke in mächtiger Konstruktion, technisches Denkmal mit verkehrsgeschichtlicher und ortsbildprägender Relevanz, Brücke liegt in den Gemeinden Zschorlau und Bockau (siehe auch Obj. 09306084) | 08958583 |
| Direkt Bild zu diesem Denkmal hochladen | Schneeberger Floßgraben (Sachgesamtheit)                                                                          | Albernau (Karte)       | 1556–1559 (Floßgraben) | Sachgesamtheit Schneeberger Floßgraben, mit Rechenhaus, Floßgraben und Floßgrabensteig in den Gemeinden Zschorlau (OT Zschorlau, OT Albernau), Aue (Gemarkungen Aue und Auerhammer) und Bad Schlema (OT Bad Schlema), davon gehören zum Teilabschnitt Zschorlau, OT Albernau: das Einzeldenkmal Rechenhaus (siehe Einzeldenkmalliste – Obj. 08992432, Schindlerswerk 1) und der Sachgesamtheitsteil: Floßgraben mit Floßgrabensteig (siehe auch weitere Sachgesamtheitsbestandteile in der Sachgesamtheitsliste: Zschorlau, OT Zschorlau – Obj. 09301529, Aue, Stadt – Obj. 08957509 und Bad Schlema, OT Bad Schlema – Obj. 09301528); bedeutendes Zeugnis der Markscheidekunst sowie der Brenn- und Bauholzflößerei zur Versorgung der Schneeberger Hütten- und Bergwerke, von bergbaugeschichtlichem, technikgeschichtlichem und regionalgeschichtlichem Wert | 09301527 |
| Direkt Bild zu diesem Denkmal hochladen | Blaufarbenwerk Schindlers Werk; auch Schneeberger Ultramarinfabrik                                                | Albernau (Karte)       | gegründet 1649 (Blaufarbenwerk); im Kern 17. Jahrhundert (Herrenhaus, später Kontor); um 1855 (Nassmühle); um 1900 (Fabrik) | Farbenfabrik »Schindlerswerk« mit ehemaligem Herrenhaus des Blaufarbenwerkes (Kontor), Magazin, Labor, Kistenmacherei, Sägewerk, ehemaligem Maschinenhaus, Nassmühle, Entwässerung und Schlämmerei, Blaumühle, Fasspackerei und Trockenmühle, Mechanischer Werkstatt, Großer Hütte 1 und 2, Tonformerei und Sortiererei, Versand, Packerei, Schachtelhaus und zwei Schornsteinen; bedeutende Zeugnisse der frühen sächsischen Montanindustrie mit hoher technikhistorischer, baugeschichtlicher und ortsgeschichtlicher Relevanz (Bezeichnung der Gebäudeteile nach neuzeitlichem Werksplan), ehemals wichtiger Standort der vormals autarken Farbenproduktion | 08958566 |
| Direkt Bild zu diesem Denkmal hochladen | Holzschleiferei und Pappenfabrik Schindlers Werk                                                                  | Albernau (Karte)       | 1886, im Kern wohl älter (Pappenfabrik); Ende 19. Jahrhundert (Turbine)                                                     | Pappenfabrik (ehemals Papiermühle) der Blaufarbenfabrik »Schindlerswerk«, mit zwei Wasserturbinen; von der Hauptfabrik etwas abgelegener Bestandteil des technischen Denkmalensembles Schindlers Werk, mit bauhistorischer, technikgeschichtlicher und ortsgeschichtlicher Bedeutung | 08958562 |
| Weitere Bilder                          | Königlich-Sächsische Meilensteine (Sachgesamtheit)                                                                | Burkhardtsgrün (Karte) | 2. Hälfte 19. Jahrhundert (Meilenstein)                                                                                     | Meilenstein; zum Kilometerstein umgearbeitet, verkehrsgeschichtliche Bedeutung | 08958578 |
| Direkt Bild zu diesem Denkmal hochladen | »Die Hand« | Zschorlau (Karte)      | bezeichnet 1840 (Wegestein)                                                                                                 | Wegestein; schlanker und hoher Pilar, Zeugnis der historischen Verkehrserschließung, ortsgeschichtlich von Bedeutung | 08958567 |
| Weitere Bilder                          | Schneeberger Floßgraben (Sachgesamtheit)                                                                          | Zschorlau (Karte)      | 1556–1559 (Floßgraben) | Sachgesamtheitsbestandteil der Sachgesamtheit Schneeberger Floßgraben, mit Rechenhaus, Floßgraben und Floßgrabensteig in den Gemeinden Zschorlau (OT Zschorlau, OT Albernau), Aue (Gemarkungen Aue und Auerhammer) und Bad Schlema (OT Bad Schlema), davon gehören zum Teilabschnitt Zschorlau, OT Zschorlau: der Sachgesamtheitsteil Floßgraben mit Floßgrabensteig (siehe auch Sachgesamtheitsliste Gemeinde Zschorlau, OT Albernau – Obj. 09301527); bedeutendes Zeugnis der Markscheidekunst sowie der Brenn- und Bauholzflößerei zur Versorgung der Schneeberger Hütten- und Bergwerke, von bergbaugeschichtlichem, technikgeschichtlichem und regionalgeschichtlichem Wert | 09301529 |
| Weitere Bilder                          | Straßenbrücke über den Zschorlaubach                                                                              | Zschorlau (Karte)      | bezeichnet 1811 (Straßenbrücke)                                                                                             | Steinbogenbrücke, Zeugnis der historischen Erschließung Zschorlaus, mit verkehrsgeschichtlicher Bedeutung | 08958545 |
| Direkt Bild zu diesem Denkmal hochladen | Zickzack-Brennofen und Ziegeltrockenschuppen einer ehemaligen Ziegelei                                            | Zschorlau (Karte)      | nach 1900 (Ziegeleianlagenteil)                                                                                             | Zeugnisse der industriellen Entwicklung Zschorlaus mit technikgeschichtlicher Bedeutung | 08958558 |
| Weitere Bilder                          | Türkschacht; Fundgrube Türk; Schneeberger Revier (Sachgesamtheit)                                                 | Zschorlau (Karte)      | 1887/1888 (Fördergerüst); 1838–1844 (Schacht)                                                                               | Einzeldenkmale der Sachgesamtheit Schneeberger Revier: Fördergerüst, Schacht und Halde (siehe auch Sachgesamtheitsliste – Obj. 09301575); landschaftsbildprägende Zeugnisse des Bergbaus, Fördergerüst als ältestes und als eines der wenigen überhaupt erhaltenen von großem Seltenheitswert in Sachsen, von besonderer technikgeschichtlicher, bergbaugeschichtlicher und ortsgeschichtlicher Bedeutung | 08958581 |
|                                         | Schneeberger Revier (Sachgesamtheit)                                                                              | Zschorlau (Karte)      | 15.–19. Jahrhundert (Bergbauanlagenteil)                                                                                    | Sachgesamtheitsbestandteil der Sachgesamtheit Schneeberger Revier: Gesamtheit von Zeugnissen des Schneeberg-Neustädteler Bergbaus aus Tage- und Grubengebäuden, Halden, wasserbaulichen Anlagen usw. aus mehreren Jahrhunderten, darunter in der Gemeinde Zschorlau folgende Einzeldenkmale: Fördergerüst, Schacht und Halde des Türkschachts (siehe Einzeldenkmalliste – Obj. 08958581) sowie das Sachgesamtheitsteil: eine Halde (siehe auch Sachgesamtheitsliste der Gemeinde Schneeberg – Obj. 09301518); inhaltlich und optisch zusammenhängende Entität von landschaftsgestaltender und ortsbildprägender Relevanz, für die Geschichte des Erzbergbaus in Sachsen von herausragender, vielschichtiger und teils auch singulärer Bedeutung | 09301575 |
| Direkt Bild zu diesem Denkmal hochladen | Bergsegen 1 | Zschorlau (Karte)      | um 1955 (Halde) | Abraumhalde einer ehemaligen Wismut-Schachtanlage; bergbauliches Zeugnis mit ortsbildprägender, technikhistorischer und lokalgeschichtlicher Relevanz | 08958513 |
| Direkt Bild zu diesem Denkmal hochladen | Altbergbau im Gößnitzgrund; St. Anna am Freudenstein nebst Troster Stolln (Besucherbergwerk); Schneeberger Revier | Zschorlau (Karte)      | ab 15. Jahrhundert (Bergbauanlagenteil)                                                                                     | Grubengebäude des Altbergbaugebiets im Gößnitzgrund mit Mundloch des St.-Anna-Stollns; überwiegend authentisch erhaltene und ab den 1990er-Jahren aufgewältigte Untertageanlagen mehrerer Gruben, darunter die bedeutendste Silbergrube St. Anna am Freudenstein, Mundloch des St.-Anna-Stollns einziges überwiegend unverfälscht überliefertes Stollnmundloch, zusammen mit den erhaltenen und zugänglichen Stolln, Schächten, Erzabbauen und einer Radstube von bergbaugeschichtlicher und technikgeschichtlicher Bedeutung | 08958536 |
| Direkt Bild zu diesem Denkmal hochladen | Gaswerk Zschorlau (ehem.)                                                                                         | Zschorlau (Karte)      | 1907 (Gaswerk) | Ehemaliges Gaswerk (Halle mit Anbau); zeittypischer Industriebau als Zeugnis der historischen Infrastruktur, von ortsgeschichtlicher und technikgeschichtlicher Bedeutung, heute Bestandteil des Bergbauensembles um das Schaubergwerk St. Anna am Freudenstein | 08958530 |
| Direkt Bild zu diesem Denkmal hochladen | AG Sächsische Werke, Holzschleiferei Auerhammer (ehem.)                                                           | Zschorlau (Karte)      | um 1920 (Kanal) | Betriebsgraben der ehemaligen Holzschleiferei Auerhammer; zur komplexen Wasserkraftanlage eines ehemaligen Produktionsstandortes gehörig, von technikgeschichtlicher Bedeutung | 08957513 |

## Zwönitz, Stadt
| Bild                                    | Bezeichnung                                                                  | Lage                  | Datierung | Beschreibung | ID       |
| --------------------------------------- | ---------------------------------------------------------------------------- | --------------------- | --- | --- | -------- |
| Direkt Bild zu diesem Denkmal hochladen | Königlich-Sächsische Meilensteine (Sachgesamtheit)                           | Brünlos (Karte)       | 19. Jahrhundert (Meilenstein) | Meilenstein; mit späteren Kilometerangaben, verkehrsgeschichtliche Bedeutung | 09238099 |
| Direkt Bild zu diesem Denkmal hochladen | Transformatorenturm                                                          | Brünlos (Karte)       | um 1920 (Transformatorenstation) | weitgehend original erhaltener Bau, als Zeugnis für die Elektrifizierung des Orts von ortsgeschichtlicher und technikgeschichtlicher Bedeutung, als markanter Bau im Kreuzungsbereich mehrerer Straßen ortsbildprägend                                                                                               | 09238104 |
| Direkt Bild zu diesem Denkmal hochladen | Wegestein                                                                    | Brünlos (Karte)       | Anfang 20. Jahrhundert (Wegestein) | verkehrsgeschichtliche Bedeutung | 09238098 |
| Direkt Bild zu diesem Denkmal hochladen | Weihnachtsberg                                                               | Brünlos (Karte)       | 1907–1960, Bauzeit mit Unterbrechungen (Diorama) | Mechanisch orientalischer Weihnachtsberg; einer der wenigen erhaltenen regionaltypischen Weihnachtsberge, imposante Mechanik, volkskundliche und handwerklichkünstlerische Bedeutung | 09238094 |
| Weitere Bilder                          | Knochenstampfe                                                               | Dorfchemnitz (Karte)  | 1744 (Wohnstallhaus); wohl Ende 16. Jahrhundert oder 17. Jahrhundert (Mühlenanbau); 1744 Einbau (Stampfwerk)                                            | Wohnstallhaus, Mühlenanbau mit erhaltener Technik und Mühlrad, Mühlteich und umgebendem Baumbestand; authentisch erhaltene Knochenmühle in für die Region seltener Fachwerk-Konstruktion, Mühle von baugeschichtlicher, ortsgeschichtlicher und technikgeschichtlicher Bedeutung, zeitweise auch Erbrichtergut       | 09238341 |
| Direkt Bild zu diesem Denkmal hochladen | Empfangsgebäude des Bahnhofs                                                 | Dorfchemnitz (Karte)  | um 1875 (Empfangsgebäude) | zeittypische Bahnhofsarchitektur, baugeschichtlich, eisenbahngeschichtlich und ortsgeschichtlich von Bedeutung | 09238339 |
| Direkt Bild zu diesem Denkmal hochladen | Strumpffabrik C. W. Schletter (ehem.)                                        | Dorfchemnitz (Karte)  | mittlerer Bau 1924, Bauakte (Fabrikgebäude); nördlicher Abschnitt 1906–1908, Bauakte u. Auskunf (Fabrikgebäude)                                         | Fabrikgebäude (nördlicher und mittlerer Teil); ehemalige Strumpffabrik C. W. Schletter, heute Fa. Falke, baugeschichtliche, ortsgeschichtliche und ortsbildprägende Bedeutung, Zeugnis der für die Region typischen und wichtigen Strumpfwirkerei-Industrie                                                          | 09238337 |
| Direkt Bild zu diesem Denkmal hochladen | Pechhütte                                                                    | Hormersdorf (Karte)   | 18. oder 19. Jahrhundert (Pechhütte) | ortshistorische und volkskundliche Bedeutung | 09238029 |
| Direkt Bild zu diesem Denkmal hochladen | Strumpffabrik Thierfelder (ehem.)                                            | Hormersdorf (Karte)   | 1902, lt. Bauakte (Fabrikgebäude) | Fabrikgebäude; ehemalige Strumpffabrik Wilhelm Thierfelder, zeittypischer Industriebau, baugeschichtlich und ortsgeschichtlich von Bedeutung | 09238084 |
| Weitere Bilder                          | Fabrikgebäude                                                                | Hormersdorf (Karte)   | 1927 (Fabrikgebäude) | bildprägende Klinkerfassade, Zeugnis des Wandels vom Dorf zum Industriedorf, baugeschichtlich, ortsgeschichtlich und straßenbildprägend von Bedeutung | 09238019 |
| Direkt Bild zu diesem Denkmal hochladen | Erzgebirgische Dynamitfabrik Geyer; Gifthütte                                | Hormersdorf (Karte)   | 19. Jahrhundert (Fabrik); 19. Jahrhundert (Halde) | Geländeerhebungen der ehemaligen Dynamitfabrik Geyer; Standort der mittelalterlichen Gifthütte, von ortshistorischer und technikgeschichtlicher Bedeutung | 09238087 |
| Weitere Bilder                          | Strumpffabrik Weißbach (ehem.)                                               | Hormersdorf (Karte)   | 1913, lt. Bauakte (Fabrikgebäude) | Fabrikgebäude der ehemaligen Strumpffabrik Weißbach, Zeugnis der Industrialisierung des Ortes, baugeschichtlich und ortsgeschichtlich von Bedeutung | 09238025 |
| Weitere Bilder                          | Fuchsbrunn-Brücke                                                            | Kühnhaide (Karte)     | 1898–1899 (Viadukt) | Eisenbahnbrücke (siehe auch Gemeinde Lößnitz, OT Dittersdorf – Obj. 09305272); verkehrshistorische und baugeschichtlichingenieurtechnische Bedeutung, einzig erhaltener von ehemals 7 Viadukten der Bahnstrecke Lößnitz–Scheibenberg                                                                                 | 09238319 |
| Direkt Bild zu diesem Denkmal hochladen | Eisenbahnbrücke                                                              | Kühnhaide (Karte)     | um 1900 (Eisenbahnbrücke) | eisenbahngeschichtlich und technikgeschichtlich von Bedeutung | 09238318 |
| Direkt Bild zu diesem Denkmal hochladen | Silberstolln                                                                 | Kühnhaide (Karte)     | 18. Jahrhundert (Mundloch) | Mundloch des Silberstolln; Zeugnis des historischen Zwönitzer Erzbergbaus, bergbaugeschichtlich von Bedeutung | 09238326 |
| Weitere Bilder                          | Kursächsische Postmeilensäulen (Sachgesamtheit)                              | Kühnhaide (Karte)     | bezeichnet 1724, Kopie (Halbmeilensäule) | Postmeilensäule; Kopie einer Halbmeilensäule, verkehrsgeschichtlich von Bedeutung | 09304956 |
| Direkt Bild zu diesem Denkmal hochladen | Steinbogenbrücke                                                             | Kühnhaide (Karte)     | 19. Jahrhundert (Zufahrtsbrücke) | ortsbildprägende Bedeutung | 09238323 |
| Direkt Bild zu diesem Denkmal hochladen | Steinbogenbrücke mit Geländer und Böschungsmauern                            | Lenkersdorf (Karte)   | 1875 (Straßenbrücke) | verkehrsgeschichtlich von Bedeutung | 09238362 |
| Direkt Bild zu diesem Denkmal hochladen | Kommunestolln »Segen Gottes«                                                 | Niederzwönitz (Karte) | 18. Jahrhundert (ehem. Stollen) | Mundloch des Kommunestolln »Segen Gottes«; Zugang zum ehemaligen Kommunestolln, ortshistorische und bergbauhistorische Bedeutung, Zeugnis des örtlichen Erzbergbaus | 09238432 |
| Weitere Bilder                          | Kursächsische Postmeilensäulen (Sachgesamtheit)                              | Niederzwönitz (Karte) | bezeichnet 1724, Kopie (Viertelmeilenstein) | Postmeilensäule; Kopie eines Viertelmeilensteins, verkehrsgeschichtlich von Bedeutung | 09304955 |
| Weitere Bilder                          | Papiermühle Niederzwönitz                                                    | Niederzwönitz (Karte) | Teile 1781, Türsturz (Papiermühle); um 1850, heutige Anlage (Papiermühle); 1872, Trockengebäude, Infotafel (Nebengebäude); bezeichnet 1772 (Wassertrog) | Papiermühle mit technischer Ausstattung, Trockengebäude, Granitwassertrog und Mühlgraben; baugeschichtlich, ortsgeschichtlich und technikgeschichtlich von Bedeutung | 09238420 |
| Weitere Bilder                          | Austelvilla                                                                  | Niederzwönitz (Karte) | bezeichnet 1885–1886, Inschrifttafel im 2. OG (Fabrikantenvilla)                                                                                        | Fabrikantenvilla, Villengarten mit Pavillon und Grotte, Zeche „Neues Glück“ sowie technische Ausstattung der ehemaligen Austelmühle; Villa der Fabrikantenfamilie Austel mit Park, repräsentativer Bau im Neurenaissance-Stil von ortshistorischer, künstlerischer, baugeschichtlicher und städtebaulicher Bedeutung | 09238397 |
| Direkt Bild zu diesem Denkmal hochladen | Kursächsische Postmeilensäulen (Sachgesamtheit)                              | Niederzwönitz (Karte) | bezeichnet 1725, Kopie (Ganzmeilensäule) | Postmeilensäule; Kopie einer Ganzmeilensäule, verkehrsgeschichtlich von Bedeutung | 09304954 |
| Direkt Bild zu diesem Denkmal hochladen | Transformatorenturm                                                          | Niederzwönitz (Karte) | um 1920 (Transformatorenstation) | technikgeschichtliche Bedeutung, Zeugnis der Elektrifizierung des Ortes | 09238396 |
| Direkt Bild zu diesem Denkmal hochladen | Buntweberei A. Louis Wetzel (ehem.)                                          | Niederzwönitz (Karte) | 1911–1912 (Fabrikgebäude) | Fabrikgebäude einer ehemaligen Strumpffabrik und Weberei; weitgehend original erhaltener, stattlicher zeittypischer Bau in Ortsmitte, Zeugnis der Industrialisierung des Dorfes, bauhistorische und ortshistorische sowie städtebauliche Bedeutung                                                                   | 09238393 |
| Direkt Bild zu diesem Denkmal hochladen | Strumpffabrik M. Geller & Co. (ehem.)                                        | Niederzwönitz (Karte) | um 1923 lt. Bauakte (Fabrikgebäude) | Fabrikgebäude mit Schornstein und Einfriedung; ehemalige Strumpffabrik M. Geller & Co., original erhaltener zeittypischer Bau in Ortsmitte, Zeugnis der Industrialisierung des Dorfes, bauhistorische und ortshistorische sowie städtebauliche Bedeutung                                                             | 09238392 |
| Direkt Bild zu diesem Denkmal hochladen | Steinbogenbrücke und Uferbefestigung                                         | Zwönitz (Karte)       | 19. Jahrhundert (Zufahrtsbrücke) | Zufahrt zur ehemaligen Hammermühle über die Zwönitz, ortsbildprägende Bedeutung | 09238428 |
| Direkt Bild zu diesem Denkmal hochladen | Signalmasten und Stellwerk auf dem Bahngelände Zwönitz, Strecke Chemnitz–Aue | Zwönitz (Karte)       | Signalmasten nach 1900 (Sicherungs- und Signalanlagen); um 1900 (Stellwerk)                                                                             | verkehrsgeschichtliche und technikgeschichtliche Bedeutung | 09238423 |
| Weitere Bilder                          | Kursächsische Postmeilensäulen (Sachgesamtheit)                              | Zwönitz (Karte)       | bezeichnet 1727 (Postdistanzsäule) | Postmeilensäule; Kopie einer Distanzsäule, verkehrshistorische Bedeutung | 09238493 |

## Ehemalige Technische Denkmale
| Bild                                    | Bezeichnung   | Lage            | Datierung               | Beschreibung | ID       |
| --------------------------------------- | ------------- | --------------- | ----------------------- | --- | -------- |
| Direkt Bild zu diesem Denkmal hochladen | Häberer-Mühle | Oelsnitz/Erzgeb | bezeichnet 1810 (Mühle) | Mühlenwohnhaus; stattliches Gebäude in landschaftstypischer Bauweise und authentischem Erhaltungszustand, als ehemalige Mühle von ortshistorischer Bedeutung, darüber hinaus von baugeschichtlicher und technikgeschichtlicher Bedeutung | 09209473 |